# Burgas
Burgas (auch Bourgas [bʊrˈɡas], bulgarisch Бургас) ist mit 189.014 Einwohnern (Stand: 2024) die viertgrößte Stadt Bulgariens. Die Stadt ist der Verwaltungssitz der gleichnamigen Provinz Burgas sowie der Gemeinde Burgas. Als Industrie- und Hafenstadt ist sie das wirtschaftliche, kulturelle und politische Zentrum des gesamten Südostens von Bulgarien.
Westlich der Stadt ist mit LUKoil Neftochim die größte Erdölraffinerie Südosteuropas und der größte Arbeitgeber Bulgariens angesiedelt. Durch die gute Verkehrsanbindung auf Straßen, Schienen und Gewässern ist Burgas einer der wichtigsten Verkehrsknotenpunkte des Landes. Der Hafen Burgas ist der größte Hafen und einzige Rohölhafen Bulgariens sowie der Heimathafen der bulgarischen Übersee-Fischfangflotte, der Schwarzmeermarine und der Küstenwache. Die Stadt ist das Zentrum der bulgarischen Fischfang- und Fischverarbeitungsindustrie. Der Flughafen Burgas ist nach dem Flughafen Sofia der meistfrequentierte Flughafen Bulgariens.
Burgas ist eine touristisch überregional bekannte Stadt. Die geografische Lage mit mehreren unter Naturschutz stehenden Seen, sowie dem Schwarzen Meer ziehen ebenso wie auch die antiken und mittelalterlichen Siedlungen und die Festivals nicht nur Besucher aus den Balkanländern, sondern aus ganz Europa und Asien an. Die Kathedrale der Heiligen Brüder Kiril und Methodius und das Naturschutzgebiet Poda wurden in die Liste der 100 nationalen touristischen Objekte in Bulgarien aufgenommen. Das Kloster Sweta Anastasia auf der vorgelagerten gleichnamigen Insel ist das einzige im Schwarzen Meer erhaltene mittelalterliche Inselkloster.

## Geographie

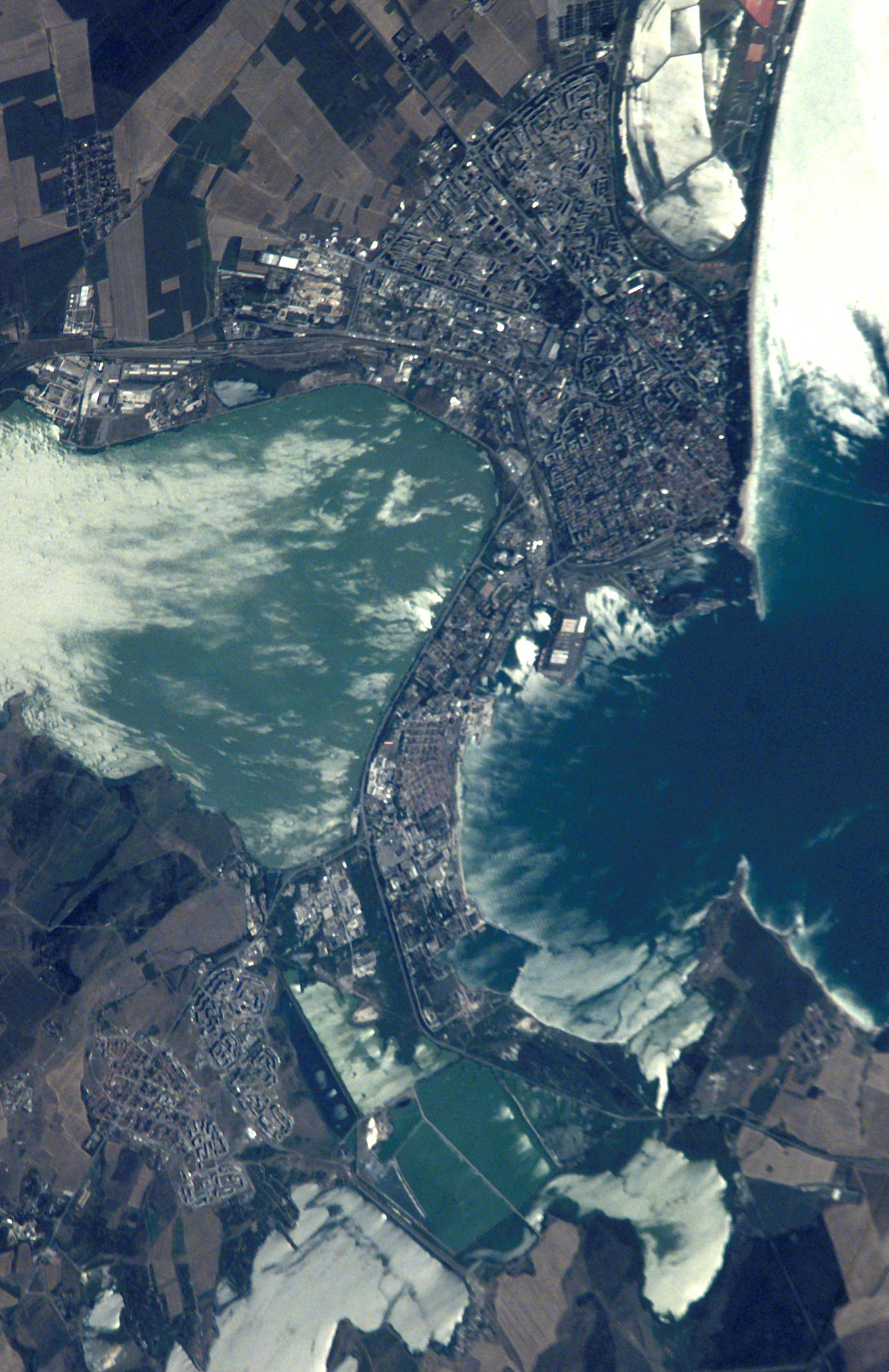
Burgas (Satellitenfoto) – Ein Großteil der Stadt befindet sich zwischen den drei Seen und dem Schwarzen Meer (rechts).

### Lage
Burgas liegt in der Burgasebene, östlich der Oberthrakischen Tiefebene in der Bucht von Burgas, an der westlichen Küste des Schwarzen Meeres. In der Bucht von Burgas befindet sich die kleine bewohnte Insel Sweta Anastasia, die ebenfalls zum Stadtgebiet gehört. Die Bucht und die Stadt sind der westlichste Punkt des Schwarzen Meeres.
Die Hafenstadt ist umgeben vom Schwarzen Meer und drei Seen, dem Burgas-See, dem Mandra-See und dem Atanassow-See, die gemeinsam mit weiteren Gewässern die Seenlandschaft Burgasseen bilden. Zwischen dem Mandra-See und dem Burgas-See befindet sich der 209 Meter hohe Berg Warli brjag, der höchste Punkt der Stadt. Zu diesem Gebiet gehört auch das größte Stadtviertel Meden Rudnik. Der Burgas-See liegt zwischen den Vierteln Gorno Eserowo, Dolno Eserowo, Slawejkow, Akacijte und Pobeda. Am Ufer des Atanassow-Sees liegen die Viertel Sorniza, Isgrew, Lasur und Sarafowo. Die Viertel Banewo und Wetren befinden sich in den Ausläufern des Balkangebirges. Auf der zwischen dem Schwarzen Meer und dem Burgas-See gelegenen Nehrung Kumluka liegen die Viertel Pobeda und Akacijte sowie Teile der Industriezone Süd. Eine weitere Nehrung mit Dünen, die Teil des Stadtstrandes ist, trennt den Atanassow-See vom Schwarzen Meer.

### Nachbargemeinden
Folgende Städte und Gemeinden, die alle in der Provinz Burgas liegen, grenzen an die Stadt Burgas:
| Balgarowo Ajtos | Pomorie                                     | Pomorie |
| Kameno          | Kompassrose, die auf Nachbargemeinden zeigt |         |
| Sredez          | Sosopol                                     | Sosopol |

### Stadtgliederung
Das Stadtgebiet von Burgas besteht aus der Kernstadt und den Stadtteilen (bzw. Ortsteilen) und diese aus Vierteln. Die Ortsteile und Viertel sind historisch gewachsen, wurden als vorherige Gemeindeorte eingegliedert, traten nach einem Referendum der Stadt bei oder wurden ihr bei Gemeindereformen zugeschlagen. Außer der Innenstadt (Zentrum) gehören folgende Stadtteile zur Kernstadt: Bratja Miladinowi, Wasraschdane und Lasur. Zu den weiteren Wohngebieten werden die Stadtteile Meden Rudnik, P. R. Slawejkow, Sorniza, Isgrew und die Stadtviertel Akacijte, Gorno Eserowo, Dolno Eserowo, Losowo, Pobeda, Sarafowo und Kraimorie gezählt. Seit 2009 sind die ehemaligen Gemeindedörfer Banewo (mit den Mineralbädern von Burgas) und Wetren Stadtviertel von Burgas.
Administrativ ist die Stadt Burgas in sechs territoriale Direktionen (TD) unterteilt. Diese umfassen neun Stadtviertel (Pobeda, Banewo, Losowo, Wetren, Akacijte, Sarafowo, Dolno Esserowo, Gorno Esserowo, Kraimorie), sieben Stadtteile (Meden Rudnik, Sorniza, Isgrew, Slawejkow, Bratja Miladinowi, Wasraschdane und Lasur), zwei Siedlungen (Fischersiedlung und Villensiedlung Alatepe), das Stadtzentrum und die Insel Sweta Anastasia. Die TD Wasraschdane umfasst Pobeda und Akacijte sowie die zwischen dem Burgas-See und dem Mandra-See liegenden Meden Rudnik und Gorno Eserowo. In der TD Isgrew sind Isgrew, Sorniza und Sarafowo zusammengeschlossen, die auf beiden Seiten des Atanasow-Sees liegen. Die TD Primorie umfasst das Stadtzentrum, die Viertel Wasraschdane und Kraimorie, die einen Zugang zum Meer haben, die Fischersiedlung in der Bucht Tschengene Skele, den Park Rossenez, die Villensiedlung Alatepe (Karte) und die Insel Sweta Anastasia. In der TD Oswoboschdenie befinden sich die nördlich des Burgas-Sees gelegenen Slawejkow und Losowo sowie Banewo und Wetren. Die TD Sora umfasst die zentral gelegenen Lasur und Bratja Mladinowi, die TD Dolno Eserowo besteht nur aus dem gleichnamigen Stadtviertel.

### Klima
Das Klima in Burgas ist trocken und gemäßigt kontinental mit Meereseinfluss. Der Sommer ist heiß, dank der Meeresnähe mit einer ständigen Brise dennoch angenehm. Die durchschnittlichen Tagestemperaturen betragen 28,4 °C und die des Meeres 24,7 °C. Die Anzahl der Sonnentage im Sommer liegt zwischen 24 und 27 bei 10 bis 11 Sonnenstunden täglich. Der Herbst ist durch den Einfluss des Schwarzen Meers im Vergleich zum Rest des Landes lang, warm und regenarm.
Der Winter ist kühl und meistens ohne Schneefall. Die Tagestemperaturen liegen in dieser Jahreszeit im Durchschnitt bei 8,1 °C, die des Meeres bei 7,4 °C. Der Frühling tritt meist einen Monat später als im Rest des Landes ein und ist kürzer.

|                        | Jan | Feb | Mär | Apr | Mai | Jun | Jul  | Aug | Sep | Okt | Nov | Dez |   |      |
| Mittl. Temperatur (°C) | 2   | 3   | 6   | 10  | 15  | 20  | 22   | 21  | 18  | 16  | 11  | 7   | ⌀ | 12,6 |
| Mittl. Tagesmax. (°C)  | 5   | 7   | 10  | 15  | 20  | 25  | 26   | 26  | 23  | 18  | 11  | 7   | ⌀ | 16,1 |
| Mittl. Tagesmin. (°C)  | −1  | −1  | 2   | 6   | 10  | 15  | 17   | 16  | 13  | 8   | 3   | 1   | ⌀ | 7,5  |
|                        |     |     |     |     |     |     |      |     |     |     |     |     |   |      |
| Niederschlag (mm)      | 44  | 37  | 48  | 70  | 50  | 62  | 48   | 28  | 46  | 52  | 68  | 45  | Σ | 598  |
|                        |     |     |     |     |     |     |      |     |     |     |     |     |   |      |
| Sonnenstunden (h/d)    | 2,4 | 3,2 | 4,1 | 5,9 | 8   | 9,1 | 10,6 | 9,8 | 8,1 | 5,3 | 3,3 | 2   | ⌀ | 6    |
|                        |     |     |     |     |     |     |      |     |     |     |     |     |   |      |
| Regentage (d)          | 9   | 8   | 12  | 13  | 13  | 11  | 8    | 7   | 8   | 11  | 12  | 11  | Σ | 123  |
|                        |     |     |     |     |     |     |      |     |     |     |     |     |   |      |
| Wassertemperatur (°C)  | 6   | 5   | 7   | 12  | 18  | 24  | 26   | 27  | 24  | 19  | 14  | 10  | ⌀ | 16,1 |
|                        |     |     |     |     |     |     |      |     |     |     |     |     |   |      |
| Luftfeuchtigkeit (%)   | 85  | 80  | 80  | 80  | 75  | 70  | 70   | 70  | 75  | 80  | 85  | 85  | ⌀ | 77,9 |

| −1 |

| −1 |

| 2 |

| 6 |

| 10 |

| 15 |

| 17 |

| 16 |

| 13 |

| 8 |

| 3 |

| 1 |

| −1 |

| −1 |

| 2 |

| 6 |

| 10 |

| 15 |

| 17 |

| 16 |

| 13 |

| 8 |

| 3 |

| 1 |

| N i e d e r s c h l a g | 44  | 37  | 48  | 70  | 50  | 62  | 48  | 28  | 46  | 52  | 68  | 45  |
|                         | Jan | Feb | Mär | Apr | Mai | Jun | Jul | Aug | Sep | Okt | Nov | Dez |

### Ökologie/Umwelt
In den 1980er Jahren stellte die Verschmutzung der Luft und der Abwässer ein großes Problem dar. Ursachen waren eine fehlende Umweltpolitik und die Nichteinhaltung ökologischer Standards seitens der in der kommunistischen Zeit errichteten Industrie. Die Reinigungsanlagen für Abwässer wurden in der Planwirtschaft nicht ausgebaut, die vorhandenen waren dem raschen Bevölkerungswachstum nicht gewachsen und wurden vernachlässigt. Die industriellen Abwässer führten Ende der 1980er Jahre, verstärkt durch die der ehemaligen Flüchtlingslager, im Burgas-See zu einer ökologischen Katastrophe. Die Tierbestände im ehemals fischreichsten See Bulgariens gingen beinahe gänzlich zugrunde. Auch die Schwarzmeerküste wurde durch Auslaufen von kleineren Mengen Rohöl aus Öltankern und durch die Abwässer der petrochemischen Werke mehrmals in Mitleidenschaft gezogen. In dieser Zeit war das gesamte Stadtgebiet der ständigen Luftverschmutzung durch überhöhte Konzentrationen von Schwefelwasserstoff (H2S), Feinstaub und Schwefeldioxid (SO2) ausgesetzt, die vor allem durch die Emissionen der Raffinerie und anderer Betriebe der Chemiebranche verursacht wurden. 1996 gab es in der Stadt Proteste wegen der ökologischen Lage.
Mit dem Ende des Kommunismus wurden mehrere Projekte zur Verbesserung der Ökologie der Stadt ins Leben gerufen. 1992 wurde in der Stadtverwaltung die Abteilung Ökologie eingerichtet, welche die Projekte und die Überwachung in diesem Bereich koordiniert. Seit Anfang der 1990er Jahre wurden zudem stationäre und mobile Überwachungs- und Kontrolleinheiten gebildet. Die heute in Burgas verwendeten fünf stationären Luftüberwachungsstationen sind die einzigen ortsgebundenen Stationen im Land. Das Überwachungs- und Kontrollsystem ist das einzige in Bulgarien, dass einzelne Emissionsverursacher bestimmen kann. Zwischen Ende der 1980er bis Ende der 1990er wurden mehrere Naturschutzgebiete eingerichtet und seit 2005 über 220 Millionen Lewa (ca. 110 Millionen Euro) in Projekte zur Verbesserung der Kanalisation, Wasserversorgung und Wasserverarbeitung in der Stadt investiert. Unter anderem wurde 2010 eine zusätzliche Kläranlage im größten Stadtviertel Meden Rudnik gebaut und kleinere Stadtteile mit dem zentralen Abwassersystem verbunden. 2012 begann der Ausbau des Abwassersystems in Meden Rudnik.
Diese Maßnahmen verbesserten neben dem Strukturwandel und den Investitionen zur Eindämmung der Luft- und Abwasserverschmutzung durch die betroffenen Unternehmen die ökologische Lage der Stadt und des Umlandes enorm. Dennoch werden vor allem in den Vierteln Dolno Eserowo und Losowo noch überdurchschnittliche Konzentrationen von Schwefelwasserstoff und Schwefeldioxid in der Luft nachgewiesen. Diese Werte haben aber eine sinkende Tendenz und werden durch eine bestimmte meteorologische Situation erklärt, bei der der Wind Luftpartikel aus der nahen Raffinerie herüberträgt. Die Raffinerie, der Möbelhersteller Kronospan und der zunehmende Kfz-Verkehr gehören zu den größten Emissionsverursachern. Da Burgas ein wichtiger Transportknotenpunkt ist, sind für den Transitverkehr mehrere Projekte geplant.
Im Jahre 2008 fand zum Bau der Burgas-Alexandroupolis-Ölpipeline in Burgas ein Referendum statt. 96,75 Prozent der Abstimmenden sprachen sich gegen den Bau der Ölpipeline aus. Das erste Referendum in der neuzeitlichen Geschichte Bulgariens war allerdings für die bulgarische Regierung nicht bindend, da die Beteiligung bei nur 27,09 Prozent und 51.225 gültigen Stimmen lag.
2010 erhielt die Stadtverwaltung bei einem Projekt zum integrierten Ausbau des öffentlichen Verkehrs eine EU-Unterstützung in Höhe von 70 Millionen Euro. Damit konnte der veraltete Fuhrpark des städtischen Transportunternehmens Burgasbus komplett erneuert, das Netz der Oberleitungsbusse erweitert und bis zu 20 km Fahrradwege gebaut werden, was Burgas eine Vorreiterrolle auf diesem Gebiet in Bulgarien bescherte. Im November 2011 gab die Stadtverwaltung ihre Ziele innerhalb des Covenant of Mayors zur Steigerung der Energieeffizienz und Nutzung nachhaltiger Energiequellen bekannt. Burgas will demnach bis 2020 den Energieverbrauch um 27 Prozent und die CO2-Emissionen um 25 Prozent reduzieren und die Nutzung erneuerbarer Energie um 26 Prozent steigern. Im selben Jahr wurde Burgas wegen seines Engagements im Bereich Umwelt und nachhaltiger Entwicklung zur umweltfreundlichsten Stadt Bulgariens gekürt.

## Natur

### Gewässer

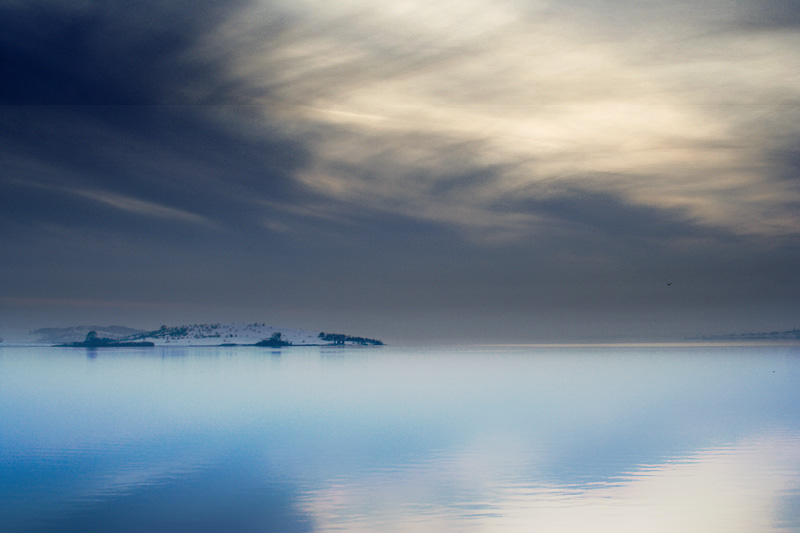
Der Mandra-See im Winter

Durch die Stadt fließen die Flüsse Ajtoska, Rusokastrenska, Sredezka, Isworska und Tscharlijska. Die ersten beiden münden in den Burgas-See, der Sredezka und der Isworska in den Mandra-See und der Tscharlijska in den Atanassow-See. Von den drei Seen, welche die Stadt umgeben, besitzt der Atanassow-See den höchsten Salzgehalt, gefolgt vom Burgas-See. Dagegen befindet sich im Mandra-See nur Süßwasser, obwohl er durch einen natürlichen Kanal mit dem Schwarzen Meer verbunden ist. Der Burgas-See und der Mandra-See sind so genannte Limane. Sie sind durch das Aufstauen von Flussgewässern und einen nacheiszeitlichen Anstieg des Meeresspiegels, der zur Überflutung der Mündungsgebiete führte, entstanden. Der Burgas-See, der größte bulgarische See, nimmt eine Fläche von 27,6 km² und der Mandra-See von 10 km² ein. Das Wasservolumen der beiden Seen beträgt 19 bzw. 11 Millionen Kubikmeter.
Der Atanasow-See ist eine natürliche Lagune. Der See ist durch einen künstlich errichteten Damm in einen Nord- und einen Südteil (auch nördlicher Atanasow-See und südlicher Atanasow-See genannt) geteilt. Über den Damm führt die Schwarzmeer-Autobahn, die das Stadtzentrum mit den nördlich des Sees gelegenen Vierteln und dem Flughafen sowie Burgas mit Warna verbindet. Die beiden Teilseen sind durch mehrere Kanäle miteinander und mit dem Schwarzen Meer verbunden. Obwohl der See zum Reservat erklärt wurde, ist die Salzgewinnung durch die Burgaser Tschernomorski Solnizi nicht verboten. Dort wird seit der Antike, wie archäologische Funde nachweisen, Salz gewonnen.
Südlich des Mandra-Sees erstreckt sich das Strandscha-Gebirge mit dem gleichnamigen Naturpark. Der See ist durch einen Staudamm von seinem natürlichen Abfluss ins Schwarze Meer getrennt. Er wird zum Bewässern von landwirtschaftlichen Flächen genutzt. Der Abfluss der Seen folgt nach dem Damm dem natürlichen Kanal und bildet im Naturschutzgebiet Unsungeren einen Liman. Durch den Kanal Poda im gleichnamigen Naturschutzgebiet fließt entwässert der See in die Schwarzmeerbucht Poros.
Im Stadtviertel Wetren befindet sich mit der Burgas-Mineralquelle eine der ältesten in Europa genutzten Mineralquellen. Die Wasserversorgung der Stadt erfolgt durch die Stauseen Kamtschija im Balkangebirge und Jasna Poljana im Strandscha-Gebirge sowie kleine lokale, meist unterirdische Wasserquellen.

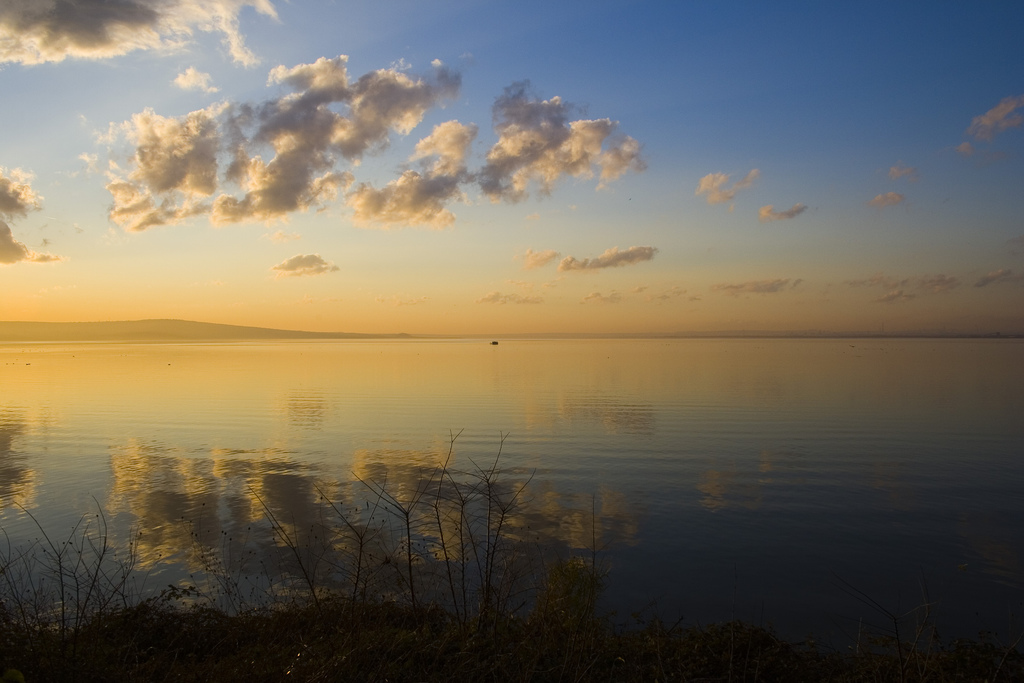
Burgas-See

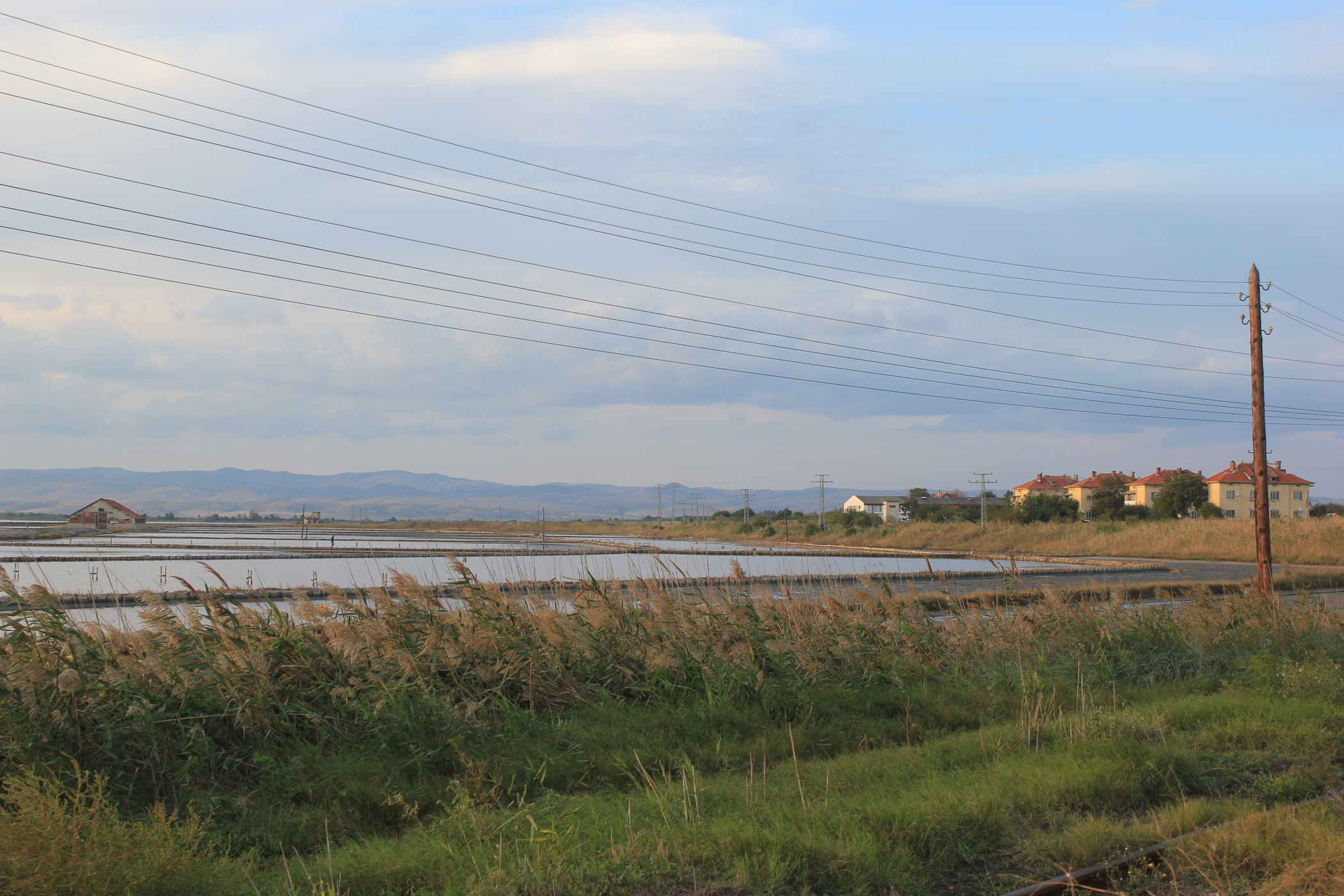
Salinen am Atanassow-See

### Flora und Fauna
In der näheren Umgebung der Stadt befinden sich zahlreiche Naturschutzgebiete und schutzbedürftige Areale, u. a. die bedeutenden Brut- und Rastgebiete Poda, Mandra-See, Burgas/Waja- und Atanassow-See. Sie sind in das Projekt Feuchtgebiete Burgas (englisch: Burgas Wetlands) eingegliedert. Dazu wurden der Burgas- und der Atanassow-See sowie das Naturschutzgebiet Poda in die Ramsar-Liste aufgenommen. In den Seenlandschaften um Burgas nisten und überwintern zahlreiche unter Schutz stehende Vogelarten wie Pelikane, Reiher (Nacht-, Rallen-, Seiden-, Silber- und Purpurreiher) sowie Kormorane. Ein großer Teil der Weltpopulation anderer Zugvögel wie die Zwergscharbe und die Weißkopfruderente überwintern dort. Durch die Stadt bzw. über die Seen verläuft der östliche Nord-Süd-Migrationsweg der Zugvögel, die Via Pontica, was Vogelbeobachter und Ornithologen aus ganz Europa anlockt. So vereinen sich über Burgas acht Hauptrouten des Storchenzugs und dort sind während der Zugzeiten mehrere hunderttausend Weißstörche, Zwergscharben, Krauskopfpelikane und Rothalsgänse sowie alle europäischen Limikolenarten und fast 30 verschiedene Greifvogelarten zu beobachten.
In der Bucht von Burgas und in den Burgasseen wurden rund 140 verschiedene Fischarten nachgewiesen, die zum Teil im Regionalmuseum zu besichtigen sind. Am südlichen Ausgang der Stadt befindet sich das Naturschutzgebiet Poda mit einer öffentlich zugängigen Vogelbeobachtungsstelle. Dort sind 255 Vogelarten ermittelt worden, was 67 Prozent der gesamten Vogelwelt Bulgariens entspricht. Im Naturreservat Atanassow-See sind es 317 Vogelarten. Davon stehen 83 Arten in Bulgarien auf der Roten Liste und über 170 Arten sind von europäischer Bedeutung. Ebenfalls dort anzutreffen sind das kleinste Säugetier der Welt, die Etruskerspitzmaus und seit 2010 Rosaflamingos.
Der Sage nach soll in der Umgebung von Burgas eine Bärenart namens Burgasbär leben. Bulgarischen Medienberichten zufolge kam es in jüngster Zeit, letztmals im August 2005, im Großraum des Schwarzen Meeres zu vereinzelten Aufeinandertreffen von Menschen und Bären. Wanderer in der seenreichen Region um Burgas berichteten von unmittelbarem Sichtkontakt zu Burgasbären. Der letzte unzweifelhaft existierende Bär in der Region von Burgas wurde am 24. September 1874 von einheimischen Jägern in einem Waldgebiet nahe Burgas erlegt.

### Naturschutz

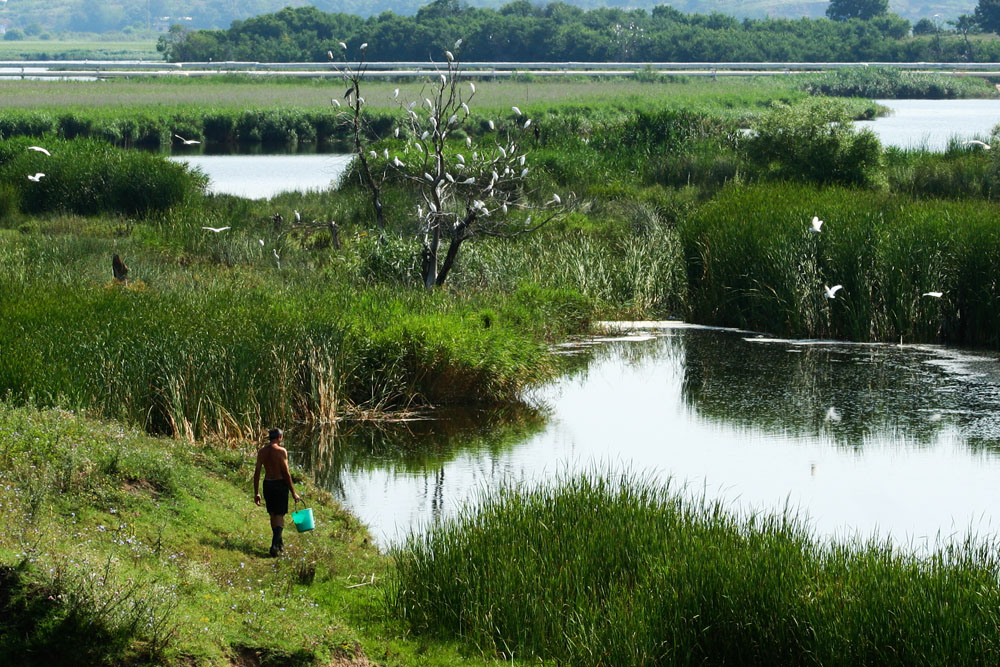
Teil des Naturschutzgebietes Usungeren

Mehrere Naturschutzgebiete grenzen an das Stadtgebiet von Burgas oder sind Teile der Stadt. Die Naturreservate Atanassow-, und Mandra-See, die seit 1980 bestehen, haben nach mehreren Ausweitungen heute eine Fläche von 1002,3 ha. 1997 wurde ein Großteil des Burgas-Sees und sein Ufer zum Naturschutzgebiet mit einer Fläche von 379 ha erklärt. Weitere Naturschutzgebiete sind: seit 1990 das Gebiet Mündung des Flusses Isworska, mit einer Fläche von 150 ha, seit 1989 das Naturschutzgebiet Poda, mit einer Fläche von 100,7 ha, seit 1995 das Gebiet Tschengene Skele, mit einer Fläche von 191,19 ha, das Korijata-Naturschutzgebiet mit einer Fläche von 11,6 ha, eingerichtet 1995 und die 2005 zum Naturschutzgebiet erklärte Bucht des Mandra-Sees Usungeren. Als geschütztes Gebiet gilt seit 1995 auch die Natursehenswürdigkeit Wodenizite, die über eine Schutzfläche von 73,6 ha verfügt. Südlich der Stadt erstreckt sich der größte bulgarische Naturpark, der Naturpark Strandscha.
In einigen der Schutzgebiete werden internationale Projekte mit deutscher und schweizerischer Beteiligung durchgeführt. So unterstützt die bulgarisch-schweizerische Gesellschaft für Artenschutz das Programm Feuchtgebiete Burgas. 2009 wurden gemeinsam mit der Deutschen Bundesstiftung Umwelt und der Alfred Toepfer Stiftung eine weitere Vogelbeobachtungsstation und mehrere Brutplattformen im Atanassow-See in Betrieb genommen. Mit dem Eintritt Bulgariens in die EU wurden Teile der Naturschutzgebiete in das europäische Netz Natura 2000 aufgenommen.

## Geschichte

### Name
Es gibt mehrere Versionen über den Ursprung des Ortsnamens Burgas. Die meisten davon verweisen auf das lateinische Wort Burgos oder das griechische Πύργος (Pyrgos), welche derselben Sprachfamilie entstammen und die Bedeutung von Turm, Wachturm, Burg oder Burgberg haben (siehe Burgus). Andere Versionen leiten den Stadtnamen aus dem deutschen borg (Berg) ab. Kiril Wlachow fügte mit bulgarisch пюргос/pürgos (deutsch: Wallburg) einen möglichen thrakischen Ursprung hinzu. Schließlich ist die Rede von einem römischen Burgus, der laut einer Inschrift während der Zeit Antoninus Pius (138–161), beziehungsweise unter dem Statthalter von Develtum Iulius Commodus Orfitismus errichtet wurde und in späteren Zeiten zum Synonym für die sich daraus entwickelte Stadt wurde. Der Standort dieser Burg ist heute unbekannt. Eine ähnliche Etymologie hat der Name der spanischen Stadt Burgos.

### Stadtgeschichte

#### Erste Siedlungen in der Frühzeit
Im Hinterland von Burgas sind mehrere vorgeschichtliche und antike Siedlungen vom Chalkolithikum bis in die Spätbronzezeit bekannt. Anfang 2008 wurden bei Ausgrabungen in der zehn Kilometer vom Stadtkern entfernten Gegend Solna Niwa (deutsch: Salzacker) nahe dem Atanassow-See mehr als 250 Artefakte gefunden, von denen die ältesten auf etwa 6000 Jahre v. Chr. datiert werden. Die Funde, darunter rituelle Gegenstände eines Priesterkönigs, zeugen von entwickelter Landwirtschaft, Viehzucht und Salzgewinnung der damaligen Bewohner. Die Artefakte von Solna Niwa sind vermutlich die ältesten, die je an der Schwarzmeerküste gefunden wurden und älter als die aus dem Gräberfeld von Warna. Sie unterstreichen die frühgeschichtliche Bedeutung des Ortes.
Eine thrakische Siedlung in der Gegend Sladkite kladenci diente vom 6. bis ins 2. Jahrhundert v. Chr. wohl als Emporion (Handelsplatz) des griechischen Apollonia. Auf der Anhöhe Schiloto im Viertel Meden Rudnik befand sich eine alte thrakische Festung, welche die nahegelegenen Kupferbergwerke thrakischer Fürsten bei Warli brjag schützte. Dort wurde ein Tempel des Gottes Apollon Musagetes (Apollon der Musenführer) errichtet. Tyrsis war eine weitere thrakische Siedlung, die sich südwestlich von Burgas befand und Anfang des 2. Jahrhunderts v. Chr. zerstört wurde. Archäologische Untersuchungen der späteren Mineralbäder Aquae Calidae belegen ebenfalls thrakische Vorsiedlungen. Unter der Herrschaft des Großkönigs Dareios I. gerieten die thrakischen Siedlungen unter persische Herrschaft. Nach der Abwehr der persischen Invasion und der Gründung des Odrysenreiches wurden die Siedlungen erneut thrakisch.

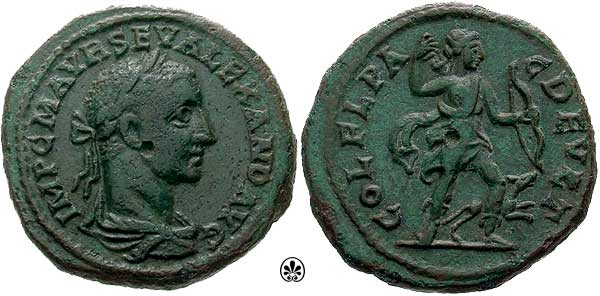
Münze von Kaiser Severus Alexander, geprägt in der römischen Siedlung Colonia Flavia Deultensium

Burgas entstand aus mehreren Siedlungen an der Küste des Schwarzen Meeres und im Küstenland, vor allem aus Deultum, Aquae Calidae und dem späteren Pirgos. Deultum war zunächst eine am westlichen Ufer des Mandra-Sees an der Mündung des Flusses Sredezka gelegene thrakische Siedlung. Ihr Name Deultum (auch Develtum, Debeltum, Debeltus oder Develt) bedeutet im Thrakischen Zwischen zwei Seen (gelegen). Zwischen 383 und 359 v. Chr. wurde der Ort unter Kotys I. erneut Teil des Odrysenreiches. Die Bedeutung der griechischen Nachbarstädte Apollonia und Mesembria, die schon im 7. Jahrhundert gegründet wurden, hemmte jedoch in der Antike den Aufschwung der kleineren Siedlung. Bis 340 v. Chr. eroberte der makedonische König Philipp II. die thrakischen Siedlungen.

#### Entwicklung von der Römerzeit bis zum Mittelalter
72 v. Chr. sicherte der Feldherr Lucullus die Region dauerhaft für das Römische Reich. Kurz vor 77 n. Chr. entstand östlich des thrakischen Deultum eine vom römischen Kaiser Vespasian gegründete Kolonie für Veteranen der Legio VIII Augusta. Der Name Colonia Flavia Pacis Deultensium übertrug sich später auch auf die thrakische Stadt. In dieser Zeit wurde sie zur zweitwichtigsten Stadt der römischen Provinz Thracia und Zentrum der Ländereien zwischen der heutigen Bucht von Burgas und dem Strandschagebirge. Dort traf eine Abzweigung der römischen Heeresstraße Via Militaris auf die Via Pontica, welche die Küstenstädte entlang des Pontos Euxeinos (altgriechisch Πόντος Εὔξεινος für Schwarzes Meer) verband. Im Stadtzentrum von Burgas lassen sich römische Spuren mit Münzfunden aus dem 1. bis 4. Jahrhundert n. Chr. nachweisen. Südwestlich des heutigen Bahnhofs befinden sich die Reste eines römischen Stationis.
Später entstand an den Südhängen des nahegelegenen Hemus-Gebirges (Balkangebirge) der Ort Aquae Calidae, ein Heilbad mit wasserreichen Mineralquellen, das nachweislich von byzantinischen Kaisern (unter anderem Maurikios) und Kaiserinnen regelmäßig besucht wurde. Das Gebiet der heutigen Stadt umfasst außerdem die früheren Siedlungen Pirgos, Kastiakion, Poros/Foros, Skafidia und Rossokastron. Unter dem Namen Pudizos ist Pirgos in der Tabula Peutingeriana verzeichnet.
Mitte des 2. Jahrhunderts, während der Herrschaft des römischen Kaisers Antoninus Pius wurden die Festung Poros und eine Wegestation (statio milliaria) mit einem Hafen auf der heutigen Halbinsel Faros im Bezirk Kraimorie erbaut. Sie sicherten an der Via Pontica eine kleinere Bucht, die heute durch eine Landzunge vom Schwarzen Meer getrennt ist und in der Spätantike und im Mittelalter einen sicheren Vorhafen zu Develtum und Skafidia bildete. Neben der Festung gab es ein kleines Kloster. Einige Historiker vermuten, dass es sich um das von der byzantinischen Kaiserfamilie im 13. Jahrhundert gestiftete wieder errichtete Kloster des Heiligen Georg handelte. Es ist nicht bekannt, ob Develtum wie Aquae Calidae und die gesamte Region um 270 von den Goten zerstört oder erobert wurde. 376 schlugen die Goten bei Develtum eine römische Eliteeinheit.
Nach der Reichsteilung von 395 des Imperium Romanum gehörte die Region dem Oströmischen Reich (später Byzanz) an. Unter der Herrschaft des byzantinischen Kaisers Justinian I. (527–565) wurde Aquae Calidae durch eine Festungsmauer gesichert. 708 schlug der bulgarische Herrscher Terwel unmittelbar nördlich vom heutigen Burgas in der Schlacht von Anchialos den byzantinischen Kaiser Justinian II. und konnte damit die Region Sagore mit Aquae Calidae und Develtum zum ersten Mal im Bulgarischen Reich eingliedern. Unter dem bulgarischen Herrscher Krum kam die Sagore dauerhaft zum bulgarischen Reich. In diesem Zusammenhang ließ der bulgarische Herrscher den bulgarisch-byzantinischen Grenzwall Erkesija errichten. Der Überlieferung nach soll 863 der bulgarische Khan Boris I. in oder in der Nähe von Develtum im Beisein des byzantinischen Kaisers Michael III. getauft worden sein. Dabei nahm er als Würdigung des oströmischen Herrschers den Taufnamen Michael an und widmete anschließend seine Regentschaft dem Ziel der Christianisierung seines Reiches. Um 970 geriet die Region erneut unter byzantinische Herrschaft. 1093 stationierte Alexios I. Komnenos Truppen zur Sicherung der östlichen Pässe des Balkangebirges in Aquae Calidae.
1206 wurde Aquae Calidae, der mittlerweile unter dem Namen Thermopolis bekannt war, vom lateinischen Kaiser Heinrich zerstört (siehe Vierter Kreuzzug), später jedoch von Bulgaren und Byzantinern wieder aufgebaut. 1270 wurde Poros in einem Dokument des Patriarchats von Konstantinopel erwähnt. 1304 fand bei Poros die Schlacht von Skafida statt, bei der der bulgarische Zar Todor Swetoslaw die Byzantiner schlug und die südliche Schwarzmeerküste eroberte. 1332 gelang es den Bulgaren unter Zar Iwan Alexander die Byzantiner unter Kaiser Andronikos III. erneut in der Nähe von Burgas, in der in Schlacht von Rusokastro, zu schlagen. Anfang des 13. Jahrhunderts wurde die Region von der Katalanischen Kompanie geplündert. Im 13. Jahrhundert erwähnte der byzantinische Dichter Manuel Philes in seinen Werken Burgas als Pirgos.

#### Osmanische Herrschaft und erste urkundliche Erwähnung
Develtum und Pirgos wurden etwa 1367/1368 von den Osmanen unter Sultan Murad I. erobert und später an Byzanz verkauft. Sie gerieten um 1453 gemeinsam mit den anderen nahe gelegenen Küstenstädten als eine der letzten Städte im heutigen Bulgarien für Jahrhunderte unter osmanische Herrschaft. Dabei wurde Deultum zerstört; die Stadt konnte sich in den folgenden Jahrhunderten nicht erholen und spielte in der osmanischen Geschichte keine Rolle mehr. Thermopolis und Pirgos blieben erhalten und wurden als Bäder für die osmanischen Sultane ausgebaut. In Poros errichtete der osmanische Sultan Bayezid II. für seinen Hof ein Çiftlik (etwa Bauernhof). Die ehemalige Festung Pirgos existierte lange nur als Fischersiedlung und Teil des Çiftliks von Iskender Pasa; sie wurde in mehreren osmanischen Steuerregistern als Teil der Aidos Kaza (etwa Verwaltungskreis) erwähnt. Obwohl nach der Zerstörung der antiken Wasserleitungen Pirgos in den folgenden Jahrhunderten an Wassermangel litt, diente der Ort als Marinestützpunkt der osmanischen Flotte für Balkan-Kampagnen. Süßwasser wurde auf Pferdekarren in die Stadt eingeführt und in großen Gefäßen in Hafennähe gelagert.
Bei Poros, das Teil der Anchialo Kaza wurde, wurde für die Schifffahrt ein Leuchtturm erbaut. In der Mitte des 16. Jahrhunderts erwähnte der osmanische Reisende Hadschi Kalfa den Ort als ersten großen Hafen nach dem Bosporus unter dem Namen Burgas. Nach der Schlacht von Lepanto von 1571 entwickelte sich der Ort als Schiffsbauzentrum. Ein weiterer Reisender, Evliya Çelebi, berichtete 1656 von zwei Häfen im Ort, einem bei Poros für die großen Schiffe und einem weiteren in Pirgos im Areal des heutigen Hafens für die kleineren. Wie der osmanische Chronist Hacı Ali in seinem Feldzug-Tagebuch Fethname-i Kamaniçe berichtete, zog der osmanische Sultan Mehmed IV. 1672/73 im Osmanisch-Polnischen Krieg (1672–1676) über Thermopolis. Als während der Kampagne von 1673 Armenier aus der Kampfregion zwangsumgesiedelt wurden, ließen sich einige in Burgas nieder. 1675 besuchte sie der armenische Erzbischof Mardiros Krimeci in Pirgos.
Im 17. Jahrhundert siedelten sich griechische Fischer aus dem nahegelegenen Anchialos an. Der Ort breitete sich auf das heutige Stadtgebiet aus und wuchs zu einem kleinen Fischerdorf an. Er trug die Namen Ahelo-Burgas, Pirgos oder Borgos. In dieser Zeit entstand auch das Dorf Atanasköi (später Atanassowo, heute das Stadtviertel Isgrew). Die Bevölkerung verdiente ihren Unterhalt vorwiegend durch Fischerei und Getreideanbau.
Lafitte-Clavé, der die Region 1784 besuchte, bezeichnete Burgas als strategisch wichtig und als größte Stadt in jener Bucht, die er als Erster unter dem Namen Bucht von Burgas erwähnte, mit der Bemerkung, dass diese zuvor als Bucht von Poros bekannt war. Den See westlich der Stadt nannte Lafitte-Clavé Burgas-See und seinen Abfluss Burgas. Mehrere westliche Diplomaten, darunter Wenzel Edler von Brognard (1786) und Claude-Charles de Peyssonnel (1787) berichteten in dieser Zeit, dass Burgas ein Kasaba (Kleinstadt) mit 1100–1200 Wohnhäusern und ein wichtiges Handelszentrum und Umschlagplatz für landwirtschaftliche Waren aus Ostthrakien sei. Burgas sei das Zentrum der Küste von Achtopol bis Gyozeken und besitze sein eigenes Getreidemaß, das Burgas-Kile.
Im Russisch-Osmanischen Krieg (1828–1829) wurde die befestigte Stadt am 12. Juli 1829 von russischen Truppen mit Unterstützung der örtlichen Bevölkerung eingenommen. Bereits im Vorfeld flohen die türkisch-muslimischen Einwohner. Die Stadt war in der folgenden kurzen Zeit Stützpunkt der russischen Flotte. Damals zählte die russische Administration nur noch 475 Wohnhäuser, zwei Moscheen (Cilesis zâde Mustafa Cami und Gazi Paşa Camii) und eine Kirche (Heilige Mariä Himmelfahrt). 212 Wohnhäuser gehörten türkischen Bewohnern und waren verlassen. Die Kirche wurde von Griechen, Bulgaren und Armeniern gleichermaßen genutzt. Als nach dem Frieden von Adrianopel bekannt wurde, dass die Region weiter im osmanisch-türkischen Reich verbleiben sollte, zogen die christlichen Bewohner mit der russischen Armee vor den anrückenden Türken fort. Sie ließen sich vornehmlich in Bessarabien nieder. Ein kleiner Teil kehrte in den nächsten Jahren nach Burgas zurück. 1836 besuchte der deutsche General Helmut von Moltke die Stadt und hinterließ den ältesten bekannten Stadtplan.
In den 1850er Jahren wurden Krim- und Kaukasus-Tataren in Burgas angesiedelt. Sie errichteten die Moschee Azizie mit einer angeschlossenen Schule. 1853 legten österreichische Kaufleute den Grundstein der katholischen Kirche. In dieser Zeit wohnte und arbeitete der polnische Dichter Adam Mickiewicz in der Stadt. In den 1860er Jahren wurde Burgas erneut wichtiges Handelszentrum und Umschlagplatz für landwirtschaftliche Waren aus dem östlichen Rumelien und verdrängte endgültig Anchialos. Mit den administrativen Reformen des Tanzimats von 1864 erfolgte eine Neugliederung des Osmanischen Reiches. Dadurch wurde Burgas Zentrum einer Kaza im Sandschak Sliwen. Im selben Jahr siedelte die osmanische Regierung Tscherkessen in den nahegelegenen Dörfern Mugres (heute Gorno Eserowo), Yakezli (heute Debelt) und Aivadcik (heute Djulewo) an. 1863 hatte die Stadt ca. 3000 Einwohner, die Hälfte waren moslemische Bürger (Türken, Tataren und Tscherkessen). Nach einer französischen Untersuchung der osmanischen Schwarzmeerhäfen war Burgas 1865 nach Trapezunt der Hafen mit dem zweithöchsten Warenumschlag.
Viele Bulgaren aus den Balkanstädtchen Kotel, Elena, Sliwen und Stara Sagora und den Strandschadörfern siedelten sich in der folgenden Zeit in Burgas an. Geprägt von den Ideen der bulgarischen Wiedergeburt leiteten die Bulgaren den Kampf gegen die dominierende griechische Sprache in der Schule und Kirche ein. So wurde 1865 die erste bulgarische Schule, die Heilige Brüder-Kiril- und-Methodius-Schule, und 1869 die erste, gleichnamige, bulgarisch-orthodoxe Kirche der Neuzeit dort eingeweiht.
1873 ergab eine osmanische Volkszählung für Burgas 682 Wohnhäuser und 1753 männliche Einwohner. In jener Zeit war die Stadt dreigeteilt in ein türkisches Viertel, das sich heute zwischen dem Hafeneingang und dem Hotel Primorez befindet, ein griechisches westlich vom türkischen um die Kirche Heilige Mutter Jesu und ein bulgarisches um die heutige Kathedrale Heilige Brüder Kiril und Methodius. Südwestlich vom bulgarischen Viertel schlossen sich die Häuser und die Moschee der Tataren an. Obwohl die bulgarische Bevölkerung in Burgas nicht an Kampfhandlungen für die politische Unabhängigkeit wie am Aprilaufstand 1876 teilnahm, liefen durch die Hafenstadt wichtige Kommunikationskanäle und Waffenlieferungen der Inneren Revolutionären Organisation. Die Revolutionsführer Wasil Lewski und Panajot Chitow besuchten mehrmals die Stadt.

#### Hafen Ostrumeliens und Vereinigung Bulgariens
Im Russisch-Türkischen Befreiungskrieg von 1877/78 wurde der sichere Hafen von Burgas von der türkischen und tatarischen Bevölkerung Ostbulgariens sowie von Deserteuren und irregulären osmanischen Truppen (Başı Bozuk) als Abzugsort genutzt. Ende 1877 entsandte die osmanische Armee mit dem Dampfer Selime eine 300 Mann starke Truppe der regulären Streitkräfte, um die Bevölkerung und den Hafen vor marodierenden Banden zu schützen. Am 28. Januar 1878 zogen die Streitkräfte mit der gesamten türkischen und tscherkessischen Bevölkerung aus der Stadt in Richtung Konstantinopel ab. Am 6. Februar 1878 endete formal die osmanisch-türkische Herrschaft über die Stadt. An diesem Tag wurde Burgas nach dem Waffenstillstand von Edirne von russischen Einheiten unter der Führung von General Lermontow eingenommen. Bereits am nächsten Tag gründete sich eine bulgarische Gemeinde, die Niko Popow als ersten bulgarischen Bürgermeister wählte. Zu diesem Zeitpunkt zählte Burgas rund 3000 Einwohner. Die russische Armee wurde im ehemaligen türkischen Viertel einquartiert, richtete ein Lazarett ein und blieb bis Mitte 1879 in der Stadt.
Nach dem Berliner Kongress von 1878 wurde Burgas jedoch erneut Teil des Osmanischen Reiches und in die neu konstituierte autonome Provinz Ostrumelien eingegliedert. In der Folge siedelten sich die ersten Flüchtlinge aus Ostthrakien an und ein kleiner Teil der türkischen Bevölkerung kehrte nach Burgas zurück, erreichte jedoch nie mehr ihre Vorkriegsstärke. Gleichzeitig bildete sich gegen die Entscheidungen des Berliner Kongresses in Burgas wie im ganzen Land ein Einheitskomitee. Dieses setzte sich als Ziel, die Rückkehr der osmanischen Administration nach Ostrumelien mit allen Mitteln zu verhindern und langfristig alle bulgarischen Gebiete zu vereinen. Das Komitee von Burgas tarnte sich als Sportklub und trug den Namen Morski Orel. Der Sportklub war später lokales Komitee des Bulgarischen geheimen revolutionären Zentralkomitees, das die Einheitskomitees in Ostrumelien vereinte.
Burgas war damals eine kleine Hafenstadt ohne fließendes Wasser und ohne Kanalisation. Das Wasser wurde weiter per Lastkarren oder von Wasserträgern von mehreren Süßwasserquellen der Umgebung in die Stadt gebracht. Die Stadt gliederte sich in ein griechisches, ein bulgarisches und ein tatarisches Viertel sowie in einen Stadtteil der Roma. Mit dem Wegzug der türkischen Bevölkerung wurden ihre Moscheen in der Stadt zerstört. Entscheidungen des Stadtrates wurden in Bulgarisch, Griechisch und Osmanisch bekannt gegeben. Trotz des Wassermangels war die Stadt ein wichtiges Handelszentrum, der einzige Großhafen Ostrumeliens und administratives Zentrum eines der sechs Departements. Die wirtschaftliche Entwicklung lockte Flüchtlinge aus den noch unter osmanischer Direktherrschaft stehenden bulgarischen Gebieten Thrakiens und Makedoniens nach Burgas. 1880 wurde das Tschitalischte Probuda eröffnet. Die erste Wochenzeitung in Burgas erschien am 20. Juli 1885 unter dem Namen Burgaski westnik.
Die Stadt blieb bis September 1885 osmanisch, als die osmanische Provinz Ostrumelien sich nach einem Militärputsch mit dem Fürstentum Bulgarien zusammenschloss. Die Vereinigung Bulgariens wurde jedoch von Österreich-Ungarn und Russland missbilligt, Großbritannien hingegen stellte sich hinter das Fürstentum. Am folgenden Serbisch-Bulgarischen Krieg nahmen auch Bürger aus Burgas unter der Führung des Einheitskomitees teil. Obwohl der Frieden von Bukarest von 1886 den Status quo wiederherstellte, gab sich Russland nicht zufrieden und Zar Alexander III. weigerte sich, dem bulgarischen Fürsten Alexander von Battenberg als Herrscher des vergrößerten Bulgarien anzuerkennen. Die osmanische Regierung verlangte ihrerseits, als Voraussetzung für die Normalisierung der nach der Vereinigung gestörten Beziehungen die Unterstellung des Hafens unter osmanischen Verwaltungshoheit, was vom bulgarischen Fürsten abgelehnt wurde.
Anfang Mai 1886 misslang einer Verschwörung der prorussischen Kräfte in Burgas unter der Führung des russischen Obersten Nikolaj Nabokow gegen Alexander von Battenberg. Obwohl im August der bulgarische Fürst Alexander I. in einem von Russland initiierten Offiziersputsch gestürzt wurde, konnte sich die bulgarische Regierung von Stefan Stambolow gegen Russland durchsetzen. Auch eine weitere, von Russland im Oktober in Burgas initiierte Militärrevolte, wurde mit Hilfe der Ajtos-Kompanie unter der Führung von Major Kosta Paniza von der Zentralregierung niedergeschlagen.

#### Wirtschaftlicher Aufschwung, Flüchtlinge und Ilinden-Preobraschenie-Aufstand
Ab dem späten 19. Jahrhundert entwickelte sich Burgas zu einem bedeutenden Wirtschaftszentrum. Der erste Bebauungsplan der Stadt wurde 1891 verabschiedet. Das orientalische Stadtbild änderte sich nach westlichem Vorbild, vor allem durch die neu errichteten öffentlichen Gebäude: 1888 wurde die Stadtbibliothek gegründet, 1891 der Meeresgarten angelegt und 1897 die Kathedrale Heilige Brüder Kiril und Methodius errichtet. 1895 eröffnete Georgi Iwanow die erste Druckerei in Burgas, gefolgt von der Druckerei von Ch. Weltschew 1897, die 1900 ihren Namen in Druckerei Brüder Weltschewi änderte. Auf diese Zeit ist auch die Bildung einer der größten armenischen Gemeinden in Bulgarien im ehemaligen Türkenviertel zurückzuführen. Die Eröffnung der Eisenbahnlinie nach Plowdiw am 27. Mai 1890 und des Hochseehafens 1903 waren wichtige Etappen dieses Aufschwungs und führten zur schnellen Industrialisierung der Stadt. In der Zeit danach wurden 151 Fabriken gegründet. Darunter waren die von Awram Tschaliowski gegründete Zuckerraffinerie, die Großen Bulgarischen Mühlen von Iwan Chadschipetrow sowie die Öl- und Seifenfabrik Kambana. 1900 wurden die Mineralquellen in das Stadtgebiet einbezogen. 1907 entstand die erste vom Balkangebirge in die Stadt führende Süßwasserleitung, die bereits von 1910 bis 1912 erweitert wurde.

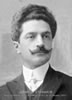
Dimitar Stefanow

Bulgarische Flüchtlinge aus Makedonien siedelten sich seit den 1880er Jahren in der Stadt an. Die meisten von ihnen kamen jedoch erst zwischen 1923 und 1925 überwiegend aus der Gegend um die heutige nordgriechische Stadt Giannitsa, die sie im Rahmen eines Bevölkerungsaustausches zwischen Griechenland und Bulgarien nach dem Vertrag von Neuilly-sur-Seine verlassen mussten. Am 29. Januar 1895 gründeten makedonische und thrakische Bulgaren auf Initiative von Christo Stanischew die Flüchtlingsorganisation Pirin Planina. Später kamen weitere Organisationen, wie der makedonische Wohltätigkeitsverein Dimitar Michajlow, der Kultur-, Bildungs- und Wohltätigkeitsverein der makedonischen Frauen Mentscha Karnitschewa und die makedonische Jugendorganisation Pelister hinzu. Die thrakischen Bulgaren gründeten daraufhin am 15. Dezember 1896 den Edirne-Vertriebenenverein Strandscha. Während des ersten Kongresses der thrakischen Flüchtlingsorganisationen zwischen dem 19. und 21. Februar 1897 schlossen sie sich zum Bund der thrakischen Vereine Strandscha zusammen und beschlossen die Gründung von revolutionären Komitees. Diese sollten den bewaffneten Kampf in den bulgarischen Gebieten des Osmanischen Reichs wieder aufnehmen.
Mit der Gründung des Bulgarischen Exarchats durch den Sultansferman von 1870 erhielt die bulgarische orthodoxe Kirche ihre Unabhängigkeit zurück. Mehrere Orte an der westlichen Schwarzmeerküste, darunter Burgas, blieben jedoch weiter unter der kirchlichen Obrigkeit des griechisch geprägten Ökumenischen Patriarchats von Konstantinopel. Erst 1900 übergab das Ökumenische Patriarchat nach langen Protesten die letzten Kirchen und Klöster der bulgarischen Kirche. Dies geschah nicht überall friedlich; so wollte der griechische Hegumen des Klosters Sweta Anastasia vorher noch den Kirchenschatz verkaufen. Dieser Versuch führte zu Unruhen in der Stadt und nur durch das Eingreifen der bulgarischen Regierung konnten Pogrome gegen die griechische Bevölkerung seitens makedonischer Bulgaren verhindert werden.

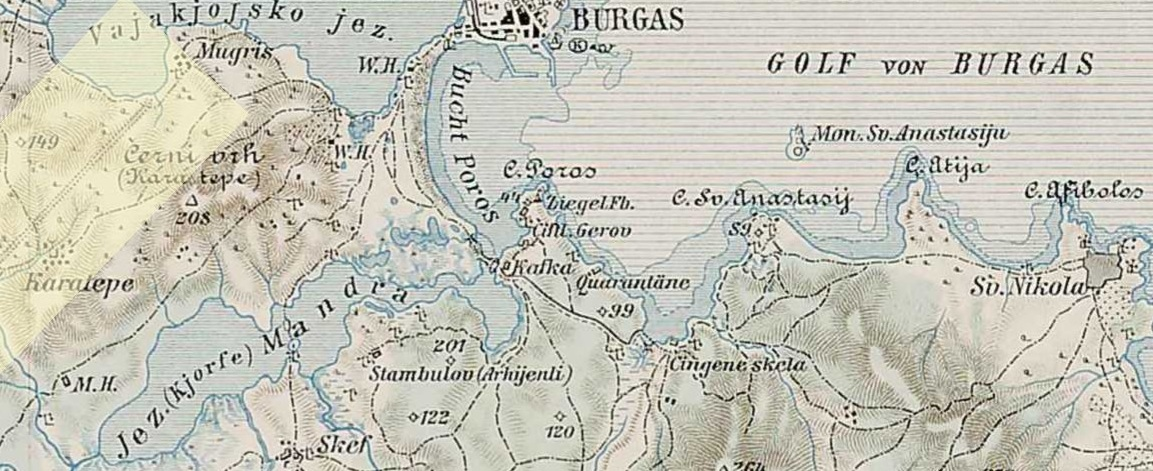
Karte von Burgas und seinem südlichen Umland (1903)

Die Konzentration von Flüchtlingen und die Nähe der osmanischen Grenze führte dazu, dass im Vorfeld des Ilinden-Preobraschenie-Aufstands (1903) in Ostthrakien Burgas eine wichtige logistische Basis der BMARK wurde. In Stadtnähe, bei dem heutigen Dorf Rossenowo, wurden Ausbildungscamps, Waffen- und Proviantlager angelegt. Der führende Ideologe der BMARK, Goze Deltschew, besuchte 1900 mehrmals Burgas und stellte die Struktur der Organisation in der Region wieder her. Er richtete eine illegale Bombenfabrik ein, in der die Sprengstoffe für die Attentate von Thessaloniki (1903) hergestellt wurden. Von Burgas setzten viele Kämpfer (Komitadschi) des Aufstands mit ihren Tschetas (Kompanien) in das Osmanische Reich über (siehe Petrowa Niwa). Am 2. September brannte das ungarische Schiff Vaskapu beim Einlaufen in die Bucht von Burgas nach einem misslungenen Bombenattentat der BMARK aus. Nach der blutigen Niederschlagung des Ilinden-Preobraschenie-Aufstandes wurde Burgas zum Hauptflüchtlingsort; in der näheren Umgebung wurden Flüchtlingscamps eingerichtet.
1906 führte das Vorgehen der griechischen Andarten in Makedonien zu Unruhen und Pogromen gegen die griechische Bevölkerung in der mit Flüchtlingen überfüllten Stadt und der Umgebung. In der folgenden Zeit wurden griechische Kirche und Schule in Burgas enteignet. In der Stadt gab es jedoch weiterhin eine armenische, eine türkische und eine französische Privatschule. Die griechische Bevölkerung wanderte in den folgenden Jahren vornehmlich nach Konstantinopel aus. Im selben Jahr zog die 1905 gegründete Handelsschule, das heutige Handelsgymnasium, in die Räumlichkeiten der ehemaligen griechischen Schule.

#### Balkankriege, Erster Weltkrieg, Zwischenkriegszeit

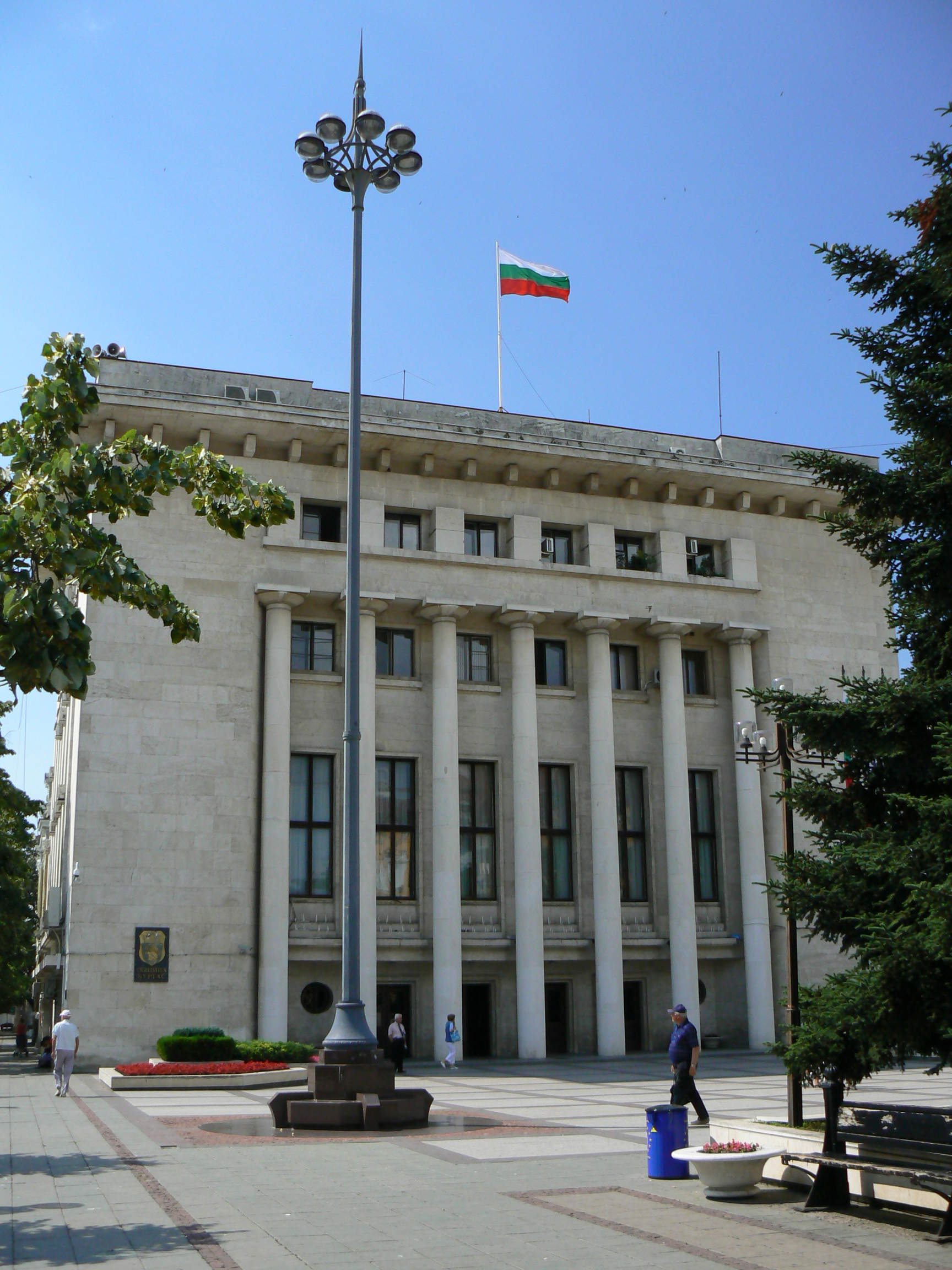
Rathaus, erbaut 1927

Im Ersten Balkankrieg wurde Burgas am 18. Oktober 1912 von der osmanischen Flotte beschossen, als diese eine Seeblockade in der Bucht vor Burgas errichtete. Die Seeblockade wurde am 8. November des gleichen Jahres aufgehoben. Nach der Niederlage Bulgariens im Zweiten Balkankrieg war die Stadt mit Flüchtlingen überfüllt und am Ende des Ersten Weltkrieges erhöhte sich ihre Zahl erneut. 1918 gründete der Zisterzienserorden, der sich in Burgas um die Flüchtlinge kümmerte, ein Mädcheninternat. 1920 wurde die Stadt wieder zum wichtigsten Getreideexporthafen Bulgariens und hatte bereits mehr als 21.000 Einwohner. 1921 wurde die Deutsche Schule in der Kiril und Metodij Str. 45 eröffnet, ein Jahr später bekam die Schweizer AG für Handel und Industriewerte in Glarus eine 25-jährige Konzession für die industrielle Nutzung des Atanasow-Sees mit Meerwassersalinen zur Salzgewinnung. Nach dem Ilinden-Preobraschenie-Aufstand, den Verträgen von Sèvres, Neuilly-sur-Seine und Lausanne sowie den Balkankriegen und dem Weltkrieg wurde die rasante Entwicklung der Stadt zusätzlich durch größere Flüchtlingswellen von vertriebenen ethnischen Bulgaren aus Makedonien und Thrakien im heutigen Norden Griechenlands und der Türkei vorangetrieben. Aufgrund der gleichen Verträge verließen 1929 die letzten Griechen die Stadt. Nach Angaben thrakischer Vertriebenenverbände wurden in dieser Zeit im Bezirk Burgas mehr als 60.000 thrakische Bulgaren, vorwiegend aus Ostthrakien, aufgenommen.
1924 wurde in Burgas mit Deweko (heute HemusMark AD) die erste Bleistiftfabrik in Südosteuropa gegründet, die 1937 offizieller Lieferant des bulgarischen Zarenhofs wurde. 1925 öffnete eine spezialisierte höhere Schule für Mechanik und Technologien ihre Tore. Im darauffolgenden Jahr wurde eine große Markthalle eröffnet. Durch die Kältewelle im Winter 1928/29 vereiste Ende Januar, Anfang Februar die Bucht von Burgas, so dass die vorgelagerte Insel Sweta Anastasia zu Fuß zu erreichen war. 1934 hatte Burgas bereits 34.260 Einwohner.

#### Burgas ab der Mitte des 20. Jahrhunderts
Während des Zweiten Weltkrieges besetzten am 9. September 1944 Truppen der Roten Armee die Stadt und kurz darauf das ganze Land. Nach der Machtübernahme der Kommunisten 1945 wurden die Deutsche und Italienische Schule sowie die Volksuniversität geschlossen. und über 160 Fabriken und Betriebe, Geschäfte, Bäder und weiterer privater Besitz verstaatlicht. Die totale Verstaatlichung hemmte die wirtschaftliche Entwicklung in der Stadt für Jahrzehnte und die Unfähigkeit der neuen Machthaber die Betriebe zu leiten führte in den ersten Nachkriegsjahren zum Zusammenbruch der Lebensmittelversorgung und zum Mangel von Waren des täglichen Lebens in der Stadt.
Nach dem Ende des Krieges organisierte die Hagana mehrere Schiffskonvois für die europäischen Überlebenden des Holocausts, die von Burgas in Richtung Palästina ausliefen. Mit diesen Konvois wanderten ca. 12.000 Menschen, darunter die jüdische Bevölkerung der Stadt aus. In der Stadt wurden zu diesem Zeitpunkt neben den Bädern des alten Thermopolis weitere sechs öffentliche Badehäuser und ein Seebad betrieben.
Seit den 1950er und 1960er Jahren wurden im Zuge der staatlich verordneten Planwirtschaft mehrere Konzerne der Öl- und Chemiebranche in Burgas angesiedelt. Die Industrialisierung brachte ein zusätzliches Bevölkerungswachstum mit sich und in den 1960er Jahren wurde wieder eine Deutsche Schule eröffnet. Zwischen 1970 und 1973 wurde ein neuer Bebauungsplan verabschiedet und die Stadt nach dem Projekt des Architekturstudios IPP Glawproekt nach sozialistischem Muster erweitert und umgebaut. In der Folgezeit entstanden die Stadtteile Isgrew, Sorniza, Slawejkow und Meden Rudnik, in denen noch Bauten aus dieser Zeit das Stadtbild prägen. Im Stadtteil Slawejkow wurde bis in die 1980er Jahre der längste Häuserblock Bulgariens mit 25 Stiegenhäusern erbaut, der mit dem Titel Sozialistischer Stolz ausgezeichnet war. Die städtische Zentralmarkthalle ersetzte ein neuer zweistöckiger Bau. Er trägt seither den Namen Krasnodar.
1976 wurde das Dorf Kara Bair als Stadtteil Meden Rudnik eingemeindet. Es ist das größte Viertel der Stadt und durch eine vierspurige Straße, die auf einem Damm am Ufer des Burgassees entlangführt, mit dem Stadtzentrum verbunden. Aus den ehemaligen Flüchtlingslagern entstanden die Stadtviertel Kraimorie, Sarafowo, Banewo, Marinka sowie die umliegenden Gemeindedörfer Twardiza und Isworischte. Am 21. Juni 1978 wurden die Terroristen der Bewegung 2. Juni Till Meyer, Gabriele Rollnik, Gudrun Stürmer und Angelika Goder in Burgas von bundesdeutschen Beamten verhaftet und anschließend in die Bundesrepublik überbracht.

#### Entwicklung in der postkommunistischen Zeit

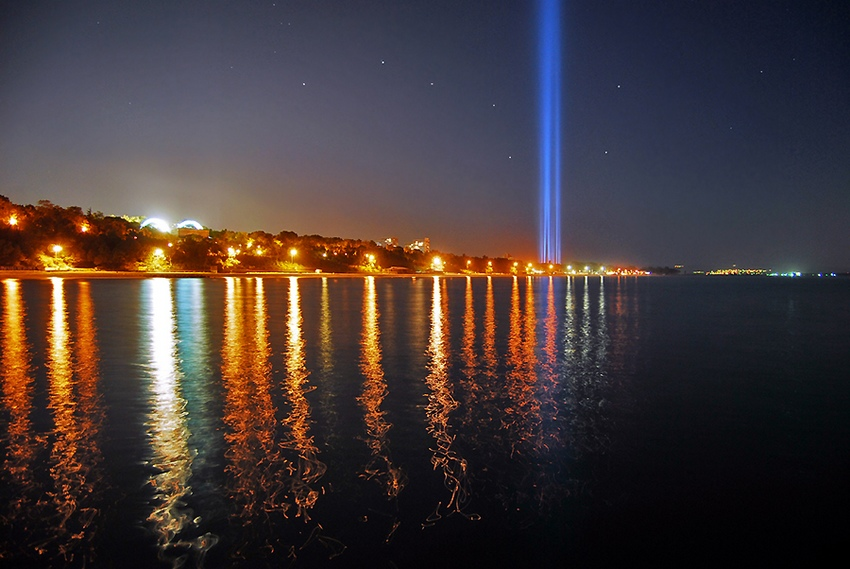
Nachtleben am Stadtstrand von Burgas

Nach dem Ende des Kommunismus 1989 änderten sich die Architektur und das Aussehen der Stadt. Trotzdem ist das heutige Stadtbild von Burgas, besonders in der Peripherie, vom Ausbau der Stadt während der kommunistischen Ära geprägt, als die ehemaligen Flüchtlingslager in moderne Wohnviertel umgewandelt wurden. Im Winter 1996/97 fanden in Burgas, wie im ganzen Land Proteste gegen die unter der Regierung Schan Widenow eingesetzte Hyperinflation statt. 1998 wurde die Hafenstadt Sitz eines der fünf bulgarischen Amtsgerichte. Im Gegensatz zu anderen bulgarischen Großstädten wie Plowdiw oder Warna gab es in Burgas nach der Wende keinen drastischen Bevölkerungsrückgang. Burgas ist eine der am stärksten wachsenden Städte des Landes. 1992 hatte die Stadt 190.057 Einwohner, 2007 waren es bereits 229.250 Personen. 2009 wurden die ehemaligen Dörfer Banewo und Wetren in die Stadt eingemeindet, so dass die Einwohnerzahl auf 231.059 anstieg.
Im Frühjahr 2010 führte Hochwasser, verursacht durch Schneeschmelze und tagelangen Regen, zu Überschwemmungen der Stadtteile Podeba, Dolno Ezerowo und Akazijte und der Straße nach Meden Rudnik. Am 18. Juli 2012 wurden bei einem terroristischen Anschlag am Flughafen Burgas sieben Menschen, darunter fünf Israeli getötet. Weitere 32 wurde teils schwer verletzt.

#### Weitere Entwicklung
Auch die weitere Entwicklung der Stadt wird von ihrer Lage zwischen dem Schwarzen Meer im Osten und den Burgas-Seen und dem Industriegebiet beeinflusst. Im Oktober 2010 begann der Aus- und Neubau des Flughafens Burgas. Im selben Jahr wurde die Erweiterung der Stadt in östlicher Richtung zwischen den Seen beschlossen. Dabei sollen Brücken zur Entlastung des Verkehrs in der Innenstadt über die Seen führen. Auch ein Fährbetrieb zwischen den Stadtteilen und eine Ringautobahn sind im Gespräch. Zum Sommer 2011 wurde die Grundsanierung der Innenstadt und des alten Casinos abgeschlossen. In diesem Zusammenhang wird der Plan Super Burgas diskutiert. Er soll nach dem Vorbild Barcelonas die Stadt in Richtung Hafen und nach dem Vorbild Hamburgs in Richtung der Seen öffnen, sowie einen Teil der Hafenanlagen für Touristen und Einwohner zugänglich machen. Erste Arbeiten begannen im September 2011. Zur Öffnung der Stadt zu den Gewässern wurde im Juli 2011 ein neuer Bebauungs- und Entwicklungsplan der Stadt vom Gemeinderat verabschiedet und im Herbst des gleichen Jahres mit dem Bau eines Passagierhafens begonnen.
Seit 2002 ist die Stadt Namensgeber für die Burgas-Halbinsel, einer Halbinsel der Livingston-Insel in der Antarktis.

## Bevölkerung

### Bevölkerungsstruktur
Da die erste nach der Aufnahme Bulgariens in die Europäische Union durchgeführte Volkszählung EU-Vorgaben unterlag, gab es 2011 erstmals die Möglichkeit, Fragen nach ethnischer und religiöser Zugehörigkeit sowie nach der Muttersprache nicht zu beantworten. So beantworteten in Burgas nur 181.116 Bürger die Frage nach der ethnischen Zugehörigkeit, von ihnen bezeichneten sich 171.898 als Bulgaren, 3.800 als Türken, 1.330 als Roma und 666 gaben eine weitere ethnische Zugehörigkeit (Deutsche, Russen etc.) an. Aus Furcht vor der allgegenwärtigen Diskriminierung ziehen es die Roma vor, der lokalen Mehrheitsbevölkerung anzugehören und identifizieren sich häufig entsprechend. Dadurch beeinflussen sie im Fall von Burgas besonders den Anteil der Bulgaren. Auch die tatsächliche Anzahl der in der Stadt lebenden Armenier konnte durch die Volkszählung nicht ermittelt werden.

### Einwohnerentwicklung
Einwohnerzahlen richten sich nach dem jeweiligen Gebietsstand. Die Zahlen sind Volkszählungsergebnisse (¹), Schätzungen (²) oder amtliche Fortschreibungen der Statistischen Ämter (³).
| Jahr   | Einwohner |
| ------ | --------- |
| 1878 ² | 2.950     |
| 1892 ² | 5.000     |
| 1900 ¹ | 10.703    |
| 1906 ² | 15.000    |
| 1920 ¹ | 21.170    |

| Jahr   | Einwohner |
| ------ | --------- |
| 1946 ¹ | 44.440    |
| 1956 ¹ | 79.091    |
| 1965 ¹ | 106.115   |
| 1975 ¹ | 148.662   |
| 1985 ¹ | 182.338   |

| Jahr   | Einwohner |
| ------ | --------- |
| 1992 ¹ | 190.057   |
| 1999 ³ | 238.685   |
| 2008 ³ | 229.740   |
| 2009 ³ | 231.059   |
| 2011 ¹ | 232.264   |

| Jahr   | Einwohner |
| ------ | --------- |
| 2021 ¹ | 198.035   |

## Politik

### Stadtrat
Der Stadtrat von Burgas besteht aus dem Oberbürgermeister und der von der Gemeindeordnung vorgeschriebenen Anzahl von 51 Stadtratsmitgliedern. Alle vier Jahre wird der Stadtrat neu gewählt, die nächste Wahl ist im Jahr 2015. Die Sitzverteilung des Stadtrats stellt sich seit der letzten Kommunalwahlen am 23. Oktober 2011, mit einer Wahlbeteiligung von 53,4 %, wie folgt dar:
| Partei                             | Wahlergebnis 2011 | +/-*      | Wählerstimmen | Sitze | +/-* |
| ---------------------------------- | ----------------- | --------- | ------------- | ----- | ---- |
| GERB                               | 46,90 %           | + 25,22 % | 44.255        | 28    | + 14 |
| NFSB                               | 11,64 %           | + 11,64 % | 10.979        | 7     | + 7  |
| Bulgarische Sozialistische Partei  | 10,12 %           | + 3,15 %  | 9.552         | 6     | +1   |
| Union der Demokratischen Kräfte    | 4,16 %            | + 1,53 %  | 3.922         | 2     | (=)  |
| Sredna ewropejska klasa            | 2,91 %            | − 1,51 %  | 2.748         | 2     | − 1  |
| Bewegung für Rechte und Freiheiten | 2,54 %            | + 0,14 %  | 2.401         | 2     | (=)  |
| LIDER                              | 2,52 %            | k. A.     | 2.376         | 2     | + 2  |
| Dwischenie za sozialen humanisam   | 2,04 %            | k. A.     | 1,925         | 1     | +1   |
| Ataka                              | 2,00 %            | −17,30 %  | 1.888         | 1     | − 12 |

* Veränderung zur Kommunalwahl 2007

### Bürgermeister seit 1990

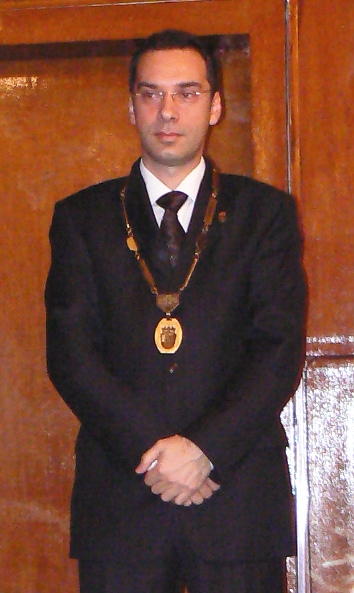
Dimitar Nikolow, amtierender Bürgermeister

Nach den demokratischen Änderungen im November 1989 wurde Nikola Aleksandrow im Dezember zum ersten demokratischen Bürgermeister der Stadt erklärt. Er hatte diesen Posten bis September 1990 inne, als er vom Atanas Demirew abgelöst wurde. Demiriew übte das Amt bis zu seinem Tod im Mai 1991 aus. Die ersten demokratischen Kommunalwahlen der Neuzeit, die der Oppositionsführer Prodan Prodanow von der Union der Demokratischen Kräfte gewann, fanden im Oktober statt. Sein Mandat endete im November 1995 und war von politischer Konfrontation mit den ehemaligen Machthabern und finanziellen Problemen geprägt. Prodanow wurde bei den Kommunalwahlen 1995 vom Kandidaten der Ex-Kommunisten Joan Kostadinow, die auch die Zentralregierung stellen, bei den Wahlen geschlagen.
Kostadinow wurde 1999 und 2003 in seinem Amt bestätigt und galt in Bulgarien lange Zeit als am „längsten regierender Bürgermeister der Neuzeit“. 2007 trat er als Kandidat der Union der Thrakischen Verbände erneut für das Bürgermeisteramt an, konnte sich jedoch nicht durchsetzen. Die Stichwahl am 4. November gewann der Kandidat der Partei GERB, Dimitar Nikolow mit 63,55 Prozent vor dem Kandidaten der nationalistischen Koalition und Besitzer des größten Kabelfernsehbetreibers Bulgariens Skat TV, Waleri Simeonow, mit 36,45 Prozent der Stimmen. Die Wahlbeteiligung in der Gemeinde Burgas lag bei 42,30 Prozent. Dimitar Nikolow wurde als Kandidat von allen demokratischen Kräften, unter anderem der Union der Demokratischen Kräfte in Burgas unterstützt.
Bei den Kommunalwahlen 2011 wurde Dimitar Nikolow als Oberbürgermeister bestätigt. Der GERB-Politiker konnte mit 70,86 Prozent der Stimmen die Wahlen im ersten Wahlgang für sich entscheiden und erhielt erneut von den anderen demokratischen Kräften in der Stadt Unterstützung. Der Zweitplatzierte Waleri Simeonow als Kandidat der nationalkonservativen NFSB überzeugte nur 11,25 Prozent der Wähler.

### Ombudsmann
2004 wurde das Amt des von der Verwaltung völlig unabhängigen Bürgerbeauftragten (Ombudsmann) in Burgas eingeführt. Nach mehreren Anläufe wurde erst im Dezember 2011 im Stadtrat eine Mehrheit für einen Kandidaten gefunden. Zum ersten Ombudsmann der Stadt wurde dabei der Jurist Tanjo Atanassow gewählt. Der Bürgerbeauftragte kann in laufenden Verwaltungsverfahren von der Verwaltung Auskünfte und Einsicht in Akten und Unterlagen verlangen. In Gerichtsverfahren kann der Bürgerbeauftragte nicht eingreifen.

### Wappen und Stadtfarben

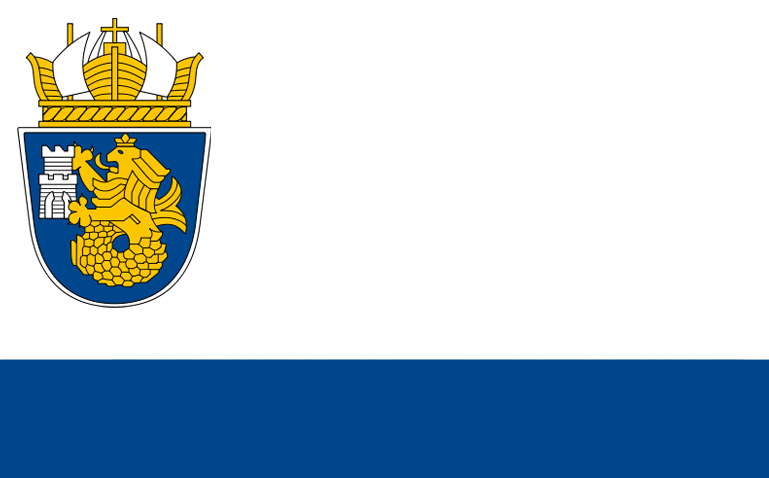
Stadtflagge von Burgas mit Wappen

Wappenbeschreibung: In Blau ein goldener fischgeschwänzter gekrönter Löwe einen zweistufigen gezinnten Turm in Silber haltend. Auf dem Schild eine Schiffskrone.
Symbolik: Das Wappen von Burgas gibt auf einem blauen Schild mehrere historische Fakten wieder. Der Löwe symbolisiert die Tapferkeit der städtischen Bewohner. Sein Fischschwanz symbolisiert den Fischreichtum in den Gewässern um Burgas. Der Löwe hält in seinen Händen einen Turm, die alte Burg symbolisierend, von der nur ein Turm übrig blieb und die der Stadt den heutigen Namen gab. Über dem blauen Schild sind zwei Karavellen Symbol für den Hafen. Die blaue Farbe des Schildes steht für die Gewässer um Burgas und das Meer.
Die Farben der Stadt Burgas sind blau und weiß.

### Konsulate und Vertretungen sowie Mitgliedschaften in internationalen Vereinigungen
In Burgas hat die Türkei ihr Generalkonsulat. Weitere diplomatische Vertretungen haben dort folgende Länder: Belarus, Estland, Georgien, Israel, Rumänien, Russland, Tschechien, Ukraine und Ungarn. 2004 wurde in Burgas das Black Sea Border Coordination and Information Centre eröffnet. Es entstand aus der regionalen Zusammenarbeit der Schwarzmeer-Anrainerstaaten (BSEC). Das Zentrum sammelt Informationen über illegale Machenschaften im Schwarzmeerraum und fördert den Informationsaustausch der Küstenwachen der Anrainerstaaten.
Die Gemeinde Burgas ist Mitglied in 12 internationalen Organisationen, darunter Eurocities, ICLEI sowie BALCINET, ein Netzwerk von über 30 Balkanstädten. Die Gemeinde ist durch ein Büro bei der Europäischen Union in Brüssel präsent.

### Städtepartnerschaften
Burgas arbeitet weltweit mit dreizehn offiziellen Partnerstädten und -regionen sowie weiteren Städten vor allem auf den Gebieten Ökologie, Städteplanung und Bildung zusammen:
| Stadt                    | Land                | Organisatorischer Rahmen       |
| ------------------------ | ------------------- | ------------------------------ |
| Alexandroupoli           | Griechenland        | Partnerstadt                   |
| Batumi                   | Georgien            | Partnerstadt                   |
| Brașov                   | Rumänien            | Partnerstadt                   |
| Danzig                   | Polen               | Memorandum                     |
| Gent                     | Belgien             | projektbezogene Zusammenarbeit |
| Homel                    | Belarus             | Partnerstadt                   |
| Jaroslawl                | Russland            | Memorandum                     |
| Krasnodar                | Russland            | Partnerstadt                   |
| Miskolc                  | Ungarn              | Partnerstadt                   |
| Mykolajiw                | Ukraine             | Städtepartnerschaft            |
| Oblast Moskau, Südwesten | Russland            | Partnerregion                  |
| Pawlodar                 | Kasachstan          | Städtepartnerschaft            |
| Poti                     | Georgien            | projektbezogene Zusammenarbeit |
| Rijeka                   | Kroatien            | Partnerstadt                   |
| Rotterdam                | Niederlande         | Partnerstadt                   |
| Sarıyer                  | Türkei              | Partnerstadt                   |
| San Francisco            | Vereinigte Staaten  | projektbezogene Zusammenarbeit |
| Ulsan                    | Südkorea            | Kooperationsabsicht            |
| Wologda                  | Russland            | Partnerstadt                   |
| Yalova                   | Türkei              | Partnerstadt                   |
| Yantai                   | Volksrepublik China | Partnerstadt                   |

## Wirtschaft und Infrastruktur

### Ansässige Unternehmen

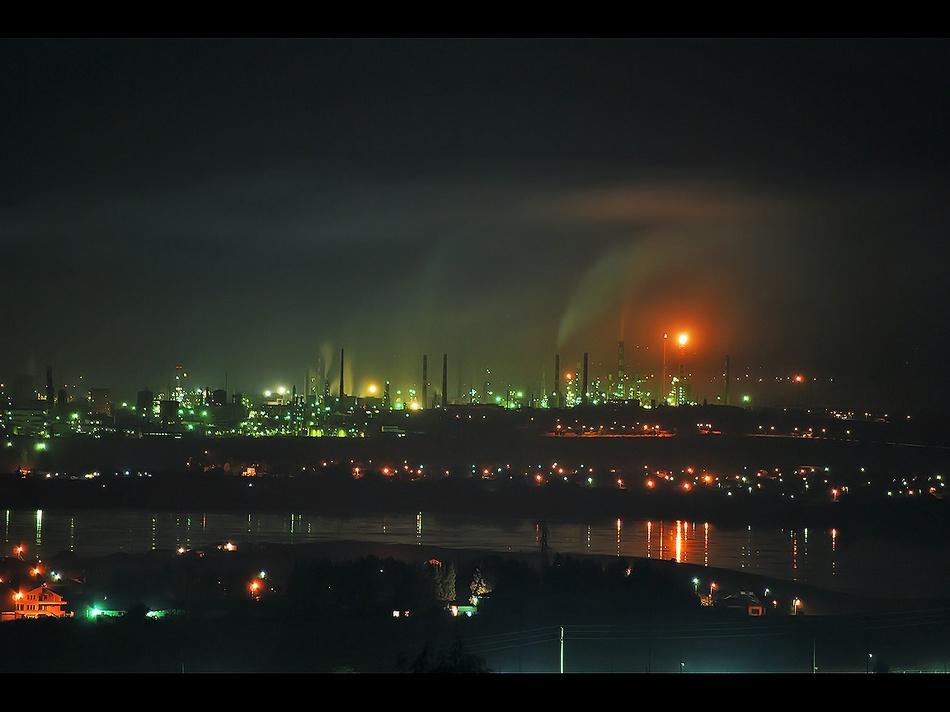
LUKOIL Neftochim Burgas – größte Raffinerie auf dem Balkan

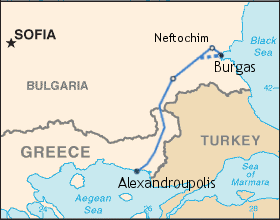
Vorgeschlagene Route der Ölpipeline Burgas-Alexandroupolis

Im 21. Jahrhundert zählt Burgas zu den wichtigsten Wirtschafts- und Industriestandorten Bulgariens. Die Region Burgas ist hochindustrialisiert. Beim Bruttoinlandsprodukt pro Kopf liegt die Region Burgas an dritter Stelle hinter Sofia-Stadt und Stara Sagora und damit deutlich über dem gesamtbulgarischen Durchschnitt. Die Arbeitslosigkeit ist mit 4,3 Prozent die niedrigste im ganzen Land, so dass in den Sommermonaten eine Vollbeschäftigung erreicht wird. In der Stadt haben ca. 16.700 Unternehmen ihren Sitz. Wichtige Wirtschaftszweige sind der Handel, die Industrie (Lebensmittelherstellung, Elektrotechnik, Maschinenbau, und Chemiewirtschaft) und Dienstleistungen sowie Tourismus und Transportwesen.
Burgas ist Zentrum der bulgarischen Fischfang- und Fischverarbeitungsindustrie. Dort werden bis zu 80 % des bulgarischen Fischfangs umgeschlagen. Im Hafen Burgas befindet sich zu diesem Zweck die größte Kühlhalle des Landes. Die größte bulgarische Fischverarbeitungsfabrik ist Slawjanka, kleinere Unternehmen dieser Industrie sind Tschernomorski ribolow, Atlantic Group und Krez Mar Seafoods. Zu den größten Unternehmen der Lebensmittelindustrie gehören der Süßwarenhersteller Pobeda, die Brauerei Burgasko Piwo, die Großbäckereien Burgas hljab und Hlebozavoda, sowie die Großweinkellerei Festa Holding.
Der Export wird überwiegend von der Chemie- und Ölbranche, Holz-, Fischerei-, Textil- und Kabelindustrie sowie von den Wein- und Spirituosenherstellern getragen. Zu der Chemie- und Ölbranche gehören die LUKoil-Neftochim und HemusMark AD. Mit ihrer Verarbeitungskapazität von 176.800 Fass Rohöl am Tag ist die 1964 erbaute LUKOIL-Neftochim-Burgas-Raffinerie die größte in Südosteuropa. Seit 1999 gehört sie dem russischen Konzern LUKoil, der Ende Januar 2012 weitere Investitionen in Höhe von 1,5 Milliarden US-Dollar und die Schaffung von 3.000 neue Arbeitsplätze bis 2015 ankündigte.
In Burgas befindet sich mit Promet Steel der einzige bulgarische Hersteller von Bewehrungselementen aus Rippenstahl. Das Stahlwerk hat eine Kapazität von 0,8 Millionen Tonnen im Jahr. Zu den großen Unternehmen der Maschinenbauindustrie gehören die Werft von Burgas, das Schiffsreparaturwerk Burgas, der Güterwagenbauer Transwagon, sowie Elkabel und Marie Bentz. Unternehmen der Holzverarbeitungsindustrie sind Kronospan, Detelina und Dograma, die vor allem Holz aus dem Strandscha- und Balkangebirge verarbeiten.
Die Landwirtschaft wird durch den Wein- und Getreideanbau geprägt. 2010 wurde mit einer Fläche von 1,6 ha der modernste Obst- und Gemüsemarkt Bulgariens eröffnet. Er verfügt über 3500 m² überdachte Fläche und ist nach EU-Standards gebaut. In Planung sind mehrere große Industriezonen, in denen internationale und Unternehmen der Green Economy angesiedelt werden sollen. Investitionspläne von Voestalpine mit einem Volumen bis zu fünf Milliarden Euro liegen seit der Wirtschaftskrise 2009 auf Eis. Als Ergänzung zu den Industriezonen wird der erste intermodale Terminal Bulgariens errichtet.
Die Bauwirtschaft zählt nicht zu den wichtigsten Wirtschaftssektoren in Burgas, dennoch haben dort drei der größten bulgarischen Bauunternehmen ihren Sitz: Pons Holding AD, Transstroy und Eurobuilding Engineering.
In der Nähe der Stadt gibt es seit der Antike die größten Weinanbaugebiete des Landes, außerdem große Salz-, Eisen-, Kupfer-, Braunkohle- und Goldminen. Die Region ist seit der Vorgeschichte für die Salz- und Erzgewinnung bekannt. Heute ist sie die einzige bulgarische Region, in der Salz aus Meereswasser gewonnen wird.
Eine umwälzende Veränderung in der Entwicklung des Stadtbilds und der Stadtnutzung mit weitreichenden Konsequenzen für die städtische Lebensqualität ist die Ausdehnung der Stadt in östlicher Richtung sowie die Entstehung dreier Großeinkaufszentren, Burgas Plaza, Galleria Burgas und The Strand. Alle großen bulgarischen Handelsketten sind in der Stadt präsent. Die Freihandelszone in Burgas ist die einzige an der bulgarischen Schwarzmeerküste.

### Verkehr

#### Schifffahrt

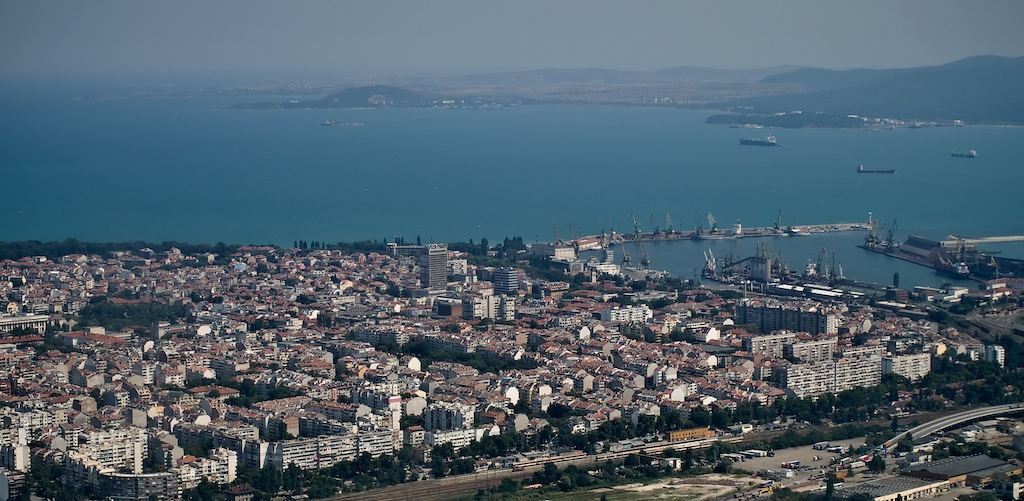
Die Innenstadt mit dem Hafen Ost im Vordergrund. Im Hintergrund der Ölhafen (r.) und der Marinestützpunkt (l.)

Die Schifffahrt hatte in Burgas über Jahrhunderte hinweg eine prägende Bedeutung. Trotz des Strukturwandels ist sie auch heute ein wichtiger Wirtschafts- und Arbeitsmarktfaktor. Über das Schwarze Meer ist Burgas durch regelmäßigen Fährverkehr mit Poti, Noworossijsk und Port Kawkaz verbunden. Die in den 1970er und 1980er Jahren regelmäßigen Personenfährverbindungen zu den Touristenzentren und nach Istanbul wurden nach dem Fall des Kommunismus und dem Ende des Ostblocks eingestellt. Im Juni 2013 wurde der Verkehr mit zwei Tragflügelbooten, die vier Mal täglich bis Sosopol und Nessebar sowie einmal wöchentlich bis Warna verkehren, wieder aufgenommen.
Das Hafenareal der Stadt Burgas ist in drei Häfen gegliedert: den Hafen Burgas (Hafen Ost, Hafen West, Containerterminal und Yachthafen), den Fischereihafen und den Ölhafen südlich der Stadt, nahe Kraimorie. Kleinere Häfen befinden sich in den Vierteln Kraimorie und Sarafowo. Der Hafen von Burgas ist der größte Übersee- und Fischereihafen des Landes. Dort werden 60 Prozent der nach Bulgarien importierten und von dort exportierten und Waren umgeschlagen.
Im Hafen befinden sich auch ein Containerterminal, die Burgas-Werft und die Schiffsreparaturwerft.  Der Hafen von Burgas ist mit einem großen Yachthafen und einem zusätzlichen Containerterminal erweitert.
Der Ölhafen wird trotz des aufgegebenen Projekts der Burgas-Alexandroupolis-Ölpipeline und der AMBO-Ölpipeline ausgebaut. In einer weiteren Bucht südlich des Ölhafens befindet sich der Marinestützpunkt von Burgas.

#### Luftverkehr
Der Flughafen Burgas wurde für die zivile Luftfahrt im Jahre 1947 eröffnet. Zwischen 1962 und 1963 wurde eine Stahlbetonrollbahn von einer Länge von 2600 Meter errichtet, die zwischen 1977 und 1979 bis 3200 Meter verlängert wurde. Der Flughafen nahm vor der 2010 eingetretenen Konzessionierung eine Fläche von 2600 da ein. Die Terminals für inländische Flüge und das internationale(?) Terminal für den Abflug wurden 1974 fertiggestellt, das Terminal für die Ankunft 1992. 2006 vergab die bulgarische Regierung im Rahmen der Privatisierungen zum EU-Beitritt eine 35-jährige Konzession für den Flughafen von Burgas an die deutsche Fraport AG, welche ihn weiter ausbauen will. Linienflüge von Burgas aus gibt es national zweimal täglich nach Sofia und Warna, und international mehrmals wöchentlich nach London, Moskau, Budapest und Tel Aviv. Im Weiteren wird der Flughafen Burgas als Reserveflughafen für die Flughäfen von Plowdiw, Warna und Sofia, für Privat- und in den Sommermonaten für Charterflüge genutzt. Im Jahr 2011 wurden in Burgas insgesamt 2.253.320 Passagiere gezählt, eine Steigerung um 19 Prozent zum Vorjahr.

#### Straßenverkehr
Burgas besitzt eine sehr gut ausgebaute Infrastruktur und ist an das Fernstraßennetz gut angebunden. Sie liegt am Beginn des paneuropäischen Korridor Nr. 8 und der längsten Republikstraße Bulgariens, die I-6, welche das Schwarze Meer über die Hauptstadt Sofia mit der nordmazedonischen Grenze verbindet. Diese Verkehrskorridore sind auch Teil des TRACECA-Korridors, der Europa mit Zentralasien verbindet. Weiter ist Burgas Ausgangspunkt der A 1, die die Stadt mit Sofia verbindet, und der in Planung befindlichen A 5, die die Stadt mit Warna verbinden soll. In ferner Zukunft soll eine weitere Autobahn Burgas mit Istanbul verbinden. Außerhalb der Stadt besteht im Norden eine als Schnellstraße erbaute Umfahrung mit einer Länge von 4,7 km, welche den Verkehr von der A1 nach Norden zu den Urlaubsgebieten um den Sonnenstrand leitet. Durch die Hafenstadt verlaufen die Europastraßen 87 und 773, sowie die Republikstraßen I-9, II-79 und II-99.

#### Öffentlicher Personennahverkehr
Der Öffentliche Personennahverkehr ist in Burgas gut ausgebaut: neben zwei Oberleitungsbuslinien (T1 und T2) gibt es 28 Bus- und 6 Marschrutkalinien. Die Streckenlänge beträgt 510 km. Der regionale Fernverkehr wird ebenfalls durch Buslinien von den zwei Busbahnhöfen durchgeführt. Vom Busbahnhof Jug (Süd) neben dem Hauptbahnhof führen Verbindungen zu allen Küstenorten in der Provinz Burgas, zum Flughafen Burgas (Linie 15) und nach Warna. Der Busbahnhof Zapad (West) neben dem Alten Bahnhof ist der Knotenpunkt für Transitverbindungen und ins Landesinnere. Buslinien nach Sofia und im Sommer nach Istanbul verkehren stündlich von beiden Busbahnhöfen. Die Innenstadt wird durch ein feinmaschiges Busliniennetz erschlossen. Der Verkehrsbetrieb der Stadt trägt den Namen Burgasbus. Weitere Verkehrsunternehmen sind Komfort OOD und Burgasvolan 95, die Linien innerhalb der Stadt betreuen, sowie M-Bus und Enturstrans, die vor allem außerhalb der Stadt eingesetzt sind.

#### Eisenbahn

Bahnhof und Bahnhofsvorplatz, Anfang des 20. Jahrhunderts

Im Jahr 1890 wurde die Eisenbahnlinie nach Sofia in Betrieb genommen. Während des Zweiten Weltkriegs baute die deutsche Wehrmacht eine weitere Eisenbahnlinie von Burgas nach Warna. 1939 wurde die Teilstrecke nach Pomorie feierlich vom bulgarischen König eröffnet. Der Linienverkehr dorthin wurde in den 1980ern aufgegeben. Heute ist Pomorie zwar über Burgas an das bulgarische Eisenbahnnetz angeschlossen, jedoch verkehren nur Güterzüge aus den nahe gelegenen Salz- und Kohleminen in Richtung Burgas. In den 1980er Jahren wurde die Eisenbahnstrecke nach Sredez eröffnet.
Heute verfügt Burgas über sechs Personenbahnhöfe, die Zentralna gara (Hauptbahnhof), die Bahnhöfe Wladimir Pawlow (Alter Bahnhof), Sarafowo, Solnizi, Towarna gara und Gorno Eserowo im gleichnamigen Viertel, sowie vier Rangierbahnhöfe. Tägliche Zugverbindungen vom Hauptbahnhof Burgas in alle großen Städte Bulgariens werden durch internationale Verbindungen bis nach Moskau, Prag, Budapest und Krakau ergänzt. 2011 begann die Modernisierung und der Ausbau der Eisenbahnstrecke Burgas-Sofia als Hochgeschwindigkeitsstrecke, die im August 2013 fertiggestellt worden ist. Burgas soll neben Sofia zentraler Bestandteil des zukünftigen Kernverkehrsnetzes Connecting Europe der Europäischen Union in Bulgarien werden. Die Fahrzeit auf der 428 Kilometer langen Strecke nach Sofia beträgt sechs bis sieben Stunden. In Burgas befindet sich einer der sieben Eisenbahn-Güterumschlagsplätze Bulgariens.

### Medien
Neben den im Land erscheinenden nationalen Printmedien wird in Burgas eine Reihe von lokalen Zeitungen und Zeitschriften publiziert. Unter ihnen sind die Tageszeitungen Tschernomorski Far, Burgas Dnes i Utre und Faktor, die Wochenzeitungen Kompas und Soleno Morsko, der Wochenanzeiger Alo Burgas und die Zeitschriften More und Virginia zu nennen.
Es gibt eine Reihe lokaler Radio- und Fernsehsender. So hat der größte Kabelfernsehbetreiber Bulgariens Skat TV seinen Sitz in Burgas. Weitere Kabelfernsehbetreiber sind TV Mix, Far Tv und Kanal 0. Neben dem Gemeinderadio Radio Burgas senden auch Radio Glarus, Radio Juschen Brjag, Radio Maja und Power FM aus der Stadt. Im Juni 2012 eröffnete das bulgarische Nationalradio mit dem Lokalsender BNR Radio Burgas sein achtes Regionalprogramm und sendet ebenfalls aus der Hafenstadt.

### Gesundheitswesen
Burgas ist das gesundheitliche Zentrum Ostbulgariens. Die Kliniken der Stadt betreuen in Notfällen die gesamte südliche bulgarische Schwarzmeerküste sowie den Südosten des Landes. Unter den großen Kliniken sind das Erste und das Zweite städtische Krankenhaus, die privaten Krankenhäuser Deva Maria und Life Hospital sowie das balneologische Sanatorium in den Mineralquelle von Burgas. Darüber hinaus verfügt die Stadt über eine Augenklinik, eine Stomatologie, eine Psychiatrie, eine Onkologie-Klinik, ein Militärkrankenhaus und weitere kleinere Kliniken. Zurzeit (Januar 2012) werden im Viertel Meden Rudnik ein weiteres Krankenhaus und eine Kinderklinik gebaut.

## Bildung und Forschung

### Universitäten
Die erste Universität von Burgas, die Volksuniversität von Burgas wurde 1924 durch den Frauenverein Samosasnanie (Selbstbewusstsein) gegründet. Die Initiative stammte von der Vorsitzenden des Vereins und Frauenrechtlerin Scheni Patewa. In der Volksuniversität konnten Kinder von Mittellose und Flüchtlinge eine höhere Bildung bekommen. Mit der Machtübernahme der Kommunisten wurde die Volksuniversität geschlossen.
Die Assen-Slatarow-Universität Burgas wurde 1963 gegründet. Sie ist staatlich und bietet mehr als 26 Studiengänge mit dem Abschluss Bachelor und Master an. Die Universität gliedert sich in drei Fakultäten, drei Colleges und ein Departement für Fremde Sprachen. Die drei Colleges: Technisches College, Medizinische College und Tourismus-College funktionieren als autonome Strukturen nach britischem College-Vorbild. Die Assen-Slatarow-Universität Burgas verfügt weiterhin über eine Bibliothek mit mehr 250.000 Bände, ein Rechenzentrum, eine Zentrale Forschungslaborstelle, in der 10 unterschiedliche Forschungslabore eingegliedert sind (unter anderem das Forschungslaboratorium für Kautschuk (Gummi), oder das Forschungslabor für mathematische Chemie), ein Buchverlag und eine Universitätsdruckerei. Die Universität kooperiert eng mit der LUKoil Neftochim Raffinerie und ist Mitglied im Netzwerk der Schwarzmeer-Universitäten.
Die Freie Universität wurde 1991 gegründet. Sie gliedert sich in vier Fakultäten und einer mit der Cisco Systems geführte Cisco Networking Academy. Die Freie Universität verfügt über eine Bibliothek, ein Rechenzentrum, mehrere Forschungslabore und ist Mitglied im Netzwerk der Balkan-Universitäten.
In Burgas unterhält außerdem die Amerikanische Universität in Bulgarien einen Campus.

### Schulen
In Burgas gibt es alle Schultypen Bulgariens. Zu den öffentlichen Bildungseinrichtungen zählen 22 Grundschulen, neun weiterführende Schulen und Gymnasien, elf Berufsgymnasien (beziehungsweise Berufskollegs), sechs spezialisierte Gymnasien und eine Seemannsschule. Daneben existieren mehrere Schulen aller Schultypen in privater Trägerschaft.
Das Goethe-Gymnasium Burgas ist ein deutschsprachiges Gymnasium mit Lehrern aus Deutschland. Daneben arbeitet das Wirtschaftsgymnasium mit dem österreichischen Bildungsministerium und mit der Unterstützung der deutschen Stadt Bensheim bei den Projekten ECO NET, beziehungsweise Ökologie-Wasserschutz zusammen. Die Schüler des naturwissenschaftlich-mathematischen Gymnasiums Akademik Nikola Obreschkow gewinnen regelmäßig internationale Schulwettbewerbe und andere Auszeichnungen.
Zu den weiteren wichtigsten Bildungseinrichtungen zählen das Gymnasium Die Heiligen Brüder Kyrill und Methodi, das englischsprachige Gymnasium Geo Milew, das Gymnasium für fremde Sprachen Wasil Lewski, das Gymnasium für Architektur; das Technikgymnasium, das Musikgymnasium Pantscho Wladigerow sowie die technische Berufskollegien für chemische Technologien, Mechanik, Schiffbau und Fischerei.

### Bibliotheken und Archive
Neben den Universitätsbibliotheken gibt es die 1888 gegründete Stadtbibliothek. Sie trägt den Namen des bulgarischen Dichter-Revolutionärs Pejo Jaworow und zählt zu den ältesten des Landes. Die Stadtbibliothek verfügt (Stand 2004) über 600.000 Medieneinheiten (Bücher, Hörbücher, Video- und Musikträger); 70.500 Zeitungsbände von bulgarischen, russischen, englischen, deutschen und anderen ausländischen Periodika, und alle seit 1883 erschienene Ausgaben von Darschawen Westnik (bulgarischer Staatsanzeiger). In der Bibliothek wird das persönliche Archiv des Dichters Petko Rossen mit über 3000 Monographien und über 300 Periodika aufbewahrt. Weitere kleine Lesesäle und mehrere Tschitalischte (Kulturhäuser), die über kleinere Bibliotheken verfügen befinden sich in einigen der Stadtviertel.
In Burgas befindet sich mit der Direktion Staatsarchiv, einer der 27 regionalen Direktionen der staatlichen Agentur Archivi. Sie wurde 1952 gegründet und verfügt heute über Lesesaal, Bibliothek, Fotolabor und ein Mikrofilm-Labor. In der Direktion werden 4157 Archivbestände mit etwa 286.000 Einheiten, 661 private Archive, 524 Erinnerungen, über 6800 Fotografien und über 100.000 Negativen gewartet (Stand 2005).

## Kultur und Freizeit

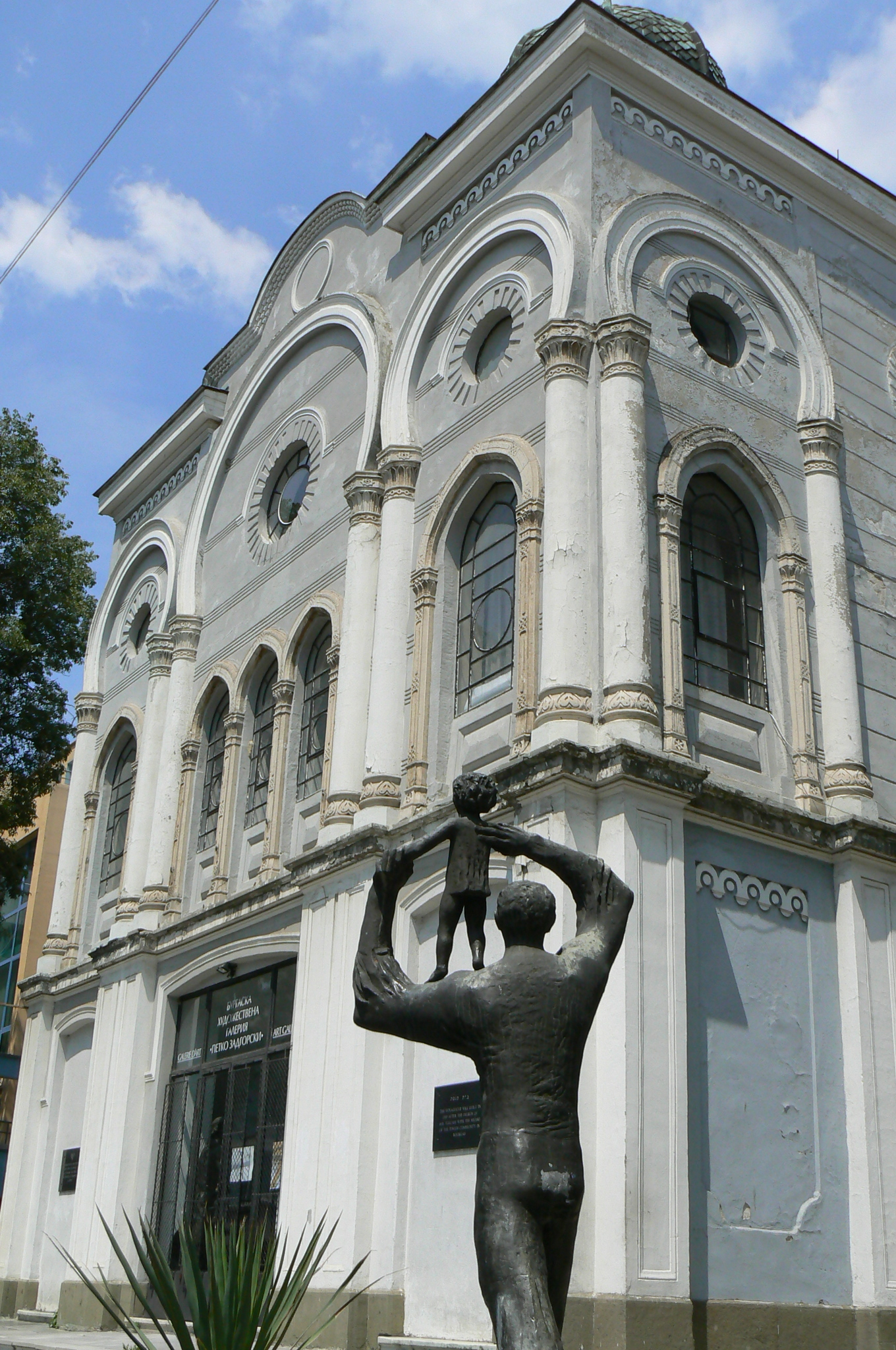
Die ehemalige Synagoge und heutige Stadtgalerie

### Theater, Opern- und Kulturhäuser und Kunstgalerien
Burgas besitzt ein Schauspielhaus, ein Kinder- und Puppentheater, ein Opernhaus, eine Philharmonie sowie mehrere Kunstgalerien. Burgas verfügt als eine der wenigen Städte Bulgariens über ein Opern- und Balletttheaterhaus, das sich in unmittelbarer Nähe zur Fußgängerzone befindet. 2000 wurden die staatliche Oper und die Philharmonie von Burgas zu einer Institution vereinigt. Die Philharmonie wurde 1947 staatliche Institution, ihre Anfänge waren jedoch 1910 die Gründung des Musikvereins Rodni swuzi. Die Philharmonie nutzt sowohl ihre eigene Bühne als auch die des Opernhauses. Im Opernhaus ist auch das Staatliche Kinder- und Puppentheater von Burgas untergebracht, das 1954 gegründet wurde. Das Schauspielhaus befindet sich neben dem alten Gerichtsgebäude im alten Stadtkern von Burgas. Es wurde 1882 mit der Aufführung Malakowa des Schriftstellers Petko Slawejkow eröffnet und trägt seit 1953 den Namen der Schauspielerin Adriana Budewska.
Burgas verfügt als eine der wenigen bulgarischen Städte über ein funktionierendes Jugendkulturzentrum. Es wird auch vom Folkloreensemble Strandscha genutzt. Das Ensemble wurde 1965 gegründet und besteht aus Chor, Orchester und Tanzformation. 2011 wurde das ehemalige Seebad-Casino renoviert und in ein Kulturzentrum umgebaut. Im Offiziersklub finden Ausstellungen zu Militärgeschichte und -thematik statt. Als kleine Kulturhäuser mit Raum für Veranstaltungen, Ausstellungen und Vereinsarbeit gibt es mehrere Tschitalischte und das Haus des Petrochemikers.
Die Stadt ist in der bulgarischen Kunstszene für ihre zahlreichen Galerien bekannt. Die städtischen Kunstsammlungen sind in der Stadtgalerie Petko Sadgorski untergebracht. Sie befindet sich in der zwischen 1905 und 1910 vom österreichischen Architekten Friedrich Grünanger errichteten ehemaligen Synagoge. Nach der Machtergreifung der Kommunisten und der Auswanderung der jüdischen Bevölkerung nach dem Zweiten Weltkrieg wurde der Bau nationalisiert und am 7. April 1947 als Stadtgalerie neu eröffnet. Weitere bekannte Galerien sind die Galerie des Kunstvereins der Burgasser Maler, die Galerie Nesi, die Galerie Burgas und Galerie Eti.

### Museen

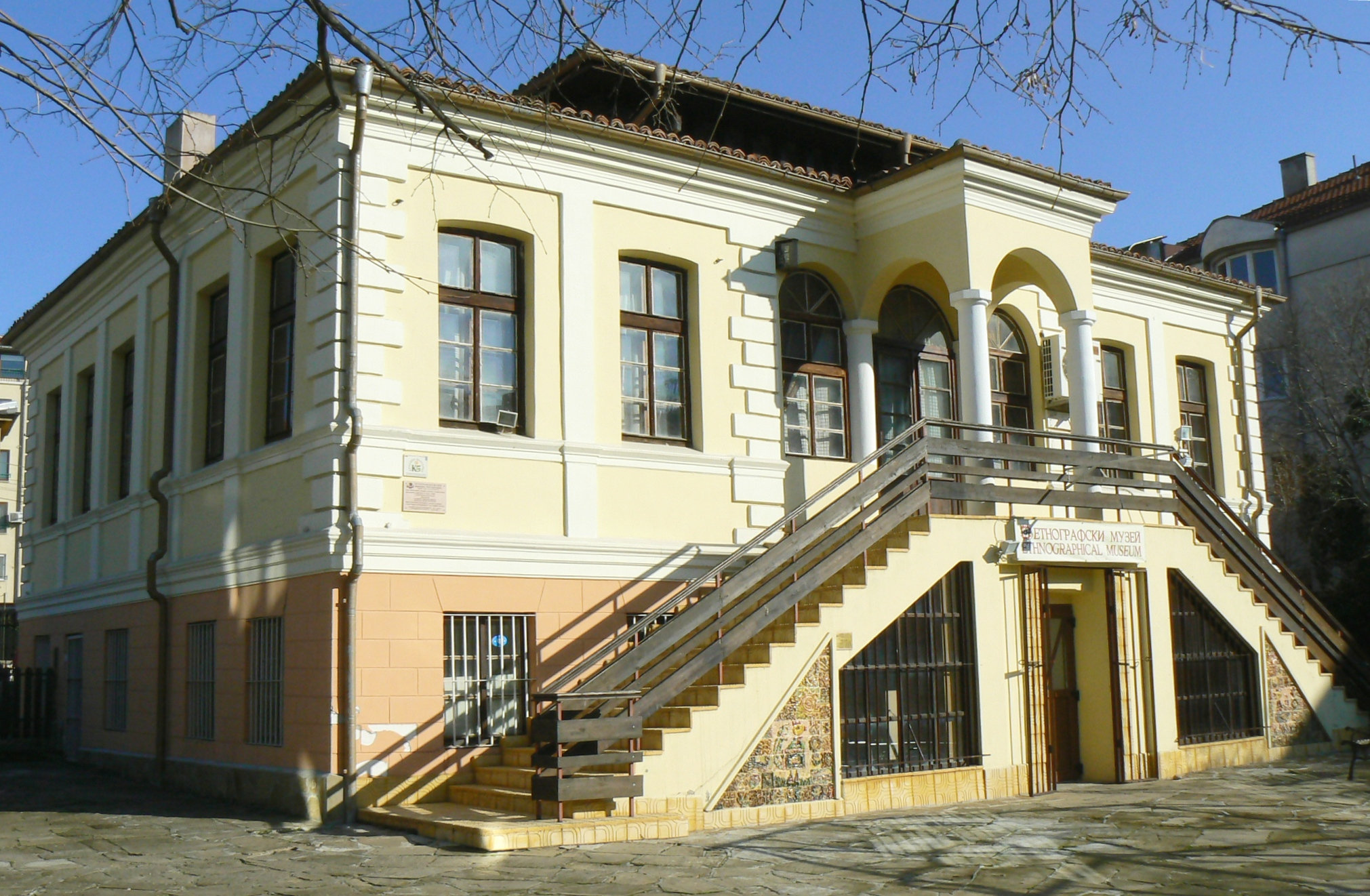
Das Brakalow-Haus, heute Ethnographisches Museum

Das Historische Museum befindet sich im Stadtzentrum in der Lermontov Straße 31, gegenüber dem Ersten Polizeirevier. Das Museum wurde 1925 gegründet und beherbergt neben den Ausstellungen zur neueren Geschichte der Stadt eine reiche Sammlung antiker Münzen und eine in Form einer Krypta ausgebaute Ikonengalerie mit Werken aus dem Süden Bulgariens und dem heutigen Norden der Türkei.
Das Ethnographische Museum befindet sich im Haus des ehemaligen Bürgermeisters der Stadt, Dimitar Brakalow. Das Gebäude wurde in der typischen Architektur der bulgarischen Wiedergeburtszeit um 1873 erbaut. Dort befindet sich eine ständige Ausstellung von bulgarischen Trachten und Schmuck der Bewohner der Stadt. Der Großteil der Ausstellung stammt aus den Heimatregionen der zahlreiche Flüchtlinge im heutigen Griechenland und der Türkei.
Im Archäologischen Museum finden Ausstellungen zur älteren Geschichte der Stadt, der Region und zur Meeresthematik der thrakischen und römischen Zeit bis zur osmanischen Herrschaft statt. Auch die Ergebnisse der in den letzten Jahren intensivierten archäologischen Ausgrabungen in der näheren Umgebung befinden sich dort. Die zentrale Ausstellungsfläche und die Museumsverwaltung befinden sich in der Aleko Bogoridi Straße in der Fußgängerzone. Das Museum wurde 1912 als Archäologische Gesellschaft Debelt gegründet.
Die Vielfalt der Flora und Fauna von Burgas und der Region wurden in drei ständigen Ausstellungen des naturwissenschaftlichen Museums der Stadt zusammengetragen. Das jüngste Museum ist das Hausmuseum der Dichterin Petja Dubarowa. Es wurde 1995 gegründet und ist Veranstalter des jährlichen gleichnamigen Literaturwettbewerbs.

### Musik
Die Stadt ist bekannt für ihre Musiker und Musikfestivals. So kommen aus Burgas die populärste bulgarische Gruppe Familia Tonika, der Dirigent Emil Tschakarow und die weltberühmte Operndiva Rajna Kabaiwanska. Das Publikum gilt als eines der anspruchsvollsten in Bulgarien. In der alternativen Szene ist die Stadt als die Heimat des bulgarischen Melodic Death Metal, der von Bands wie The Revenge Project, Dark Inversion, Necromanncer und Vrani Volosa auch international vertreten wird, bekannt.

### Regelmäßige Veranstaltungen

Burgas’ Stadtstrand

Neben dem Stadtfest, dem kirchlichen Festtag des Heiligen Heilige Nikolai am 6. Dezember finden in Burgas vor allem im Sommer mehrere Festivals und Veranstaltungen verschiedener Genres statt. Einige Festivals, das Sofia Film Fest an der Küste, das Internationale Folklorefestival Burgas, die Musikfestivals Burgas und das Meer, Burgas Blues & Jazz Festival und Spirit of Burgas, die Dichtertage Petja Dubarowa, das Biker-Treffen, eines der größten bulgarischen Motorradtreffen, und die traditionellen Feierlichkeiten zur Ehrung des Schutzpatrons der Stadt finden alljährlich statt.
Ende April finden die Festtage der deutschen und österreichischen klassischen Musik statt. Anfang Mai findet die internationale Regatta Burgas Sailing Week statt. Im selben Monat werden der nationale Literaturwettbewerb Petja Dubarowa, das internationale Theaterfestival Erata na Wodoleja und in der dritten Woche des Monats die Internationale Segelregatta Port Burgas Sailing Week durchgeführt. Am 24. Mai finden wie im ganzen Land Umzüge der Schulen zur Ehrung des bulgarischen (kyrillischen) Alphabets und der Slawenapostel Kyrill und Methodius statt.
Der Monat Juni beginnt mit der Eröffnung des Sandskulpturen-Festivals am Stadtstrand, das bis Ende September andauert. Ebenfalls im Juni werden die Sommer-Kulturtage Burgas – Sommer, Meer und das Festival der klassischen und Opernmusik Emil Tschkarow gefeiert. Am Abend des 30. Juni sammeln sich die Menschen an der Küste des Schwarzen Meeres, um den Sonnenaufgang am Morgen des ersten Juli zu erleben. Dieses Überbleibsel aus der Zeit der Hippies der 1970er Jahre am Burgasser Stadtstrand wird auch July Morning genannt.
Im Sommermonat Juli folgen die Pejo-Jaworow-Dichtertage und am letzten Wochenende des Monats der Burgas Schwimmmarathon.

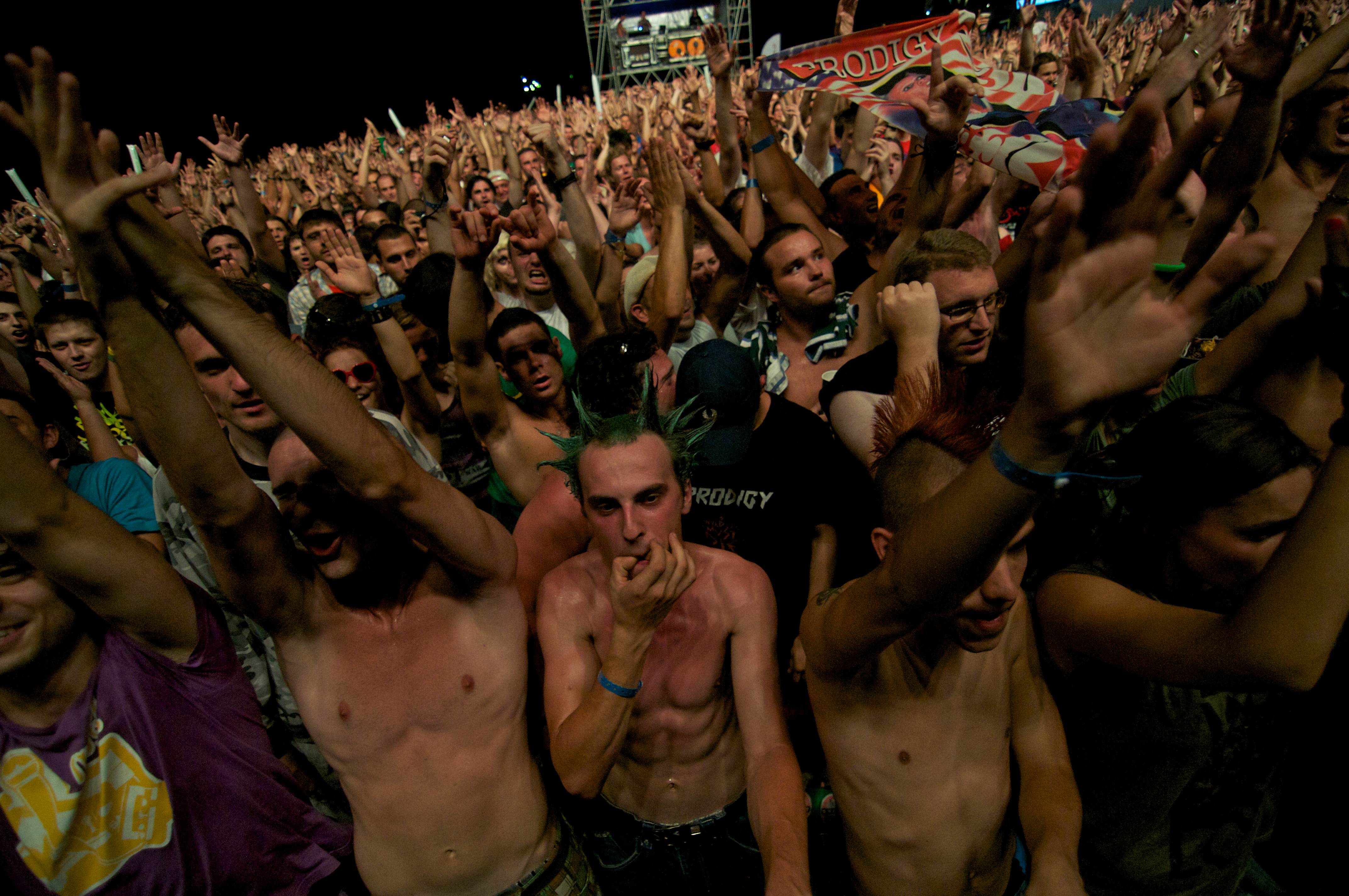
Besucher des Spirit-of-Burgas-Festivals

Anfang August finden der nationale Musikwettbewerb Burgas und das Meer und das Burgas Blues & Jazz Festival statt. Am zweiten Wochenende des Monats werden die Szenen des Festivals für zeitgenössische Musik Spirit of Burgas am Stadtstrand aufgebaut. Ab August bis Oktober findet in der Stadtgalerie Petko Zadgorski die Kunstausstellung Freunde des Meeres statt. Von 19. bis 20. August wird der Jahrestag des Ilinden-Preobraschenie-Aufstands begangen, die Hauptgedenkfeier wird jedoch in der südlich von Burgas gelegenen Region Petrowa Niwa durchgeführt. Ebenfalls Ende August finden das Internationale Folklorefestival und die Nationale Woche des Meeres statt. Im September wird das internationale Theaterfestival Auf dem Strand  durchgeführt.
Am letzten Wochenende im November findet das Metalfestival Haunted Shores statt. Am Tag des Stadtfestes wird der Beschützer der Stadt, des Meeres und der Seemänner, der Heilige Nikolai, geehrt und neben einer Vielzahl von Veranstaltungen auch die Preisträger des Titels „Ehrenbürger der Stadt Burgas“ bekannt gegebenen. Ebenfalls im Dezember wird der internationale Tanzwettbewerb Burgas Cup ausgetragen. Eine Woche vor Weihnachten werden die Preisträger des Literaturpreises Helikon bekanntgegeben.

### Sport und Sportstätten

Das Lasur-Stadion

Die Stadt verfügt über eine große Anzahl von Sportstätten. Die wichtigsten Sporthallen sind Zala Isgrew, Zala Bogoridi, BZ Lukoil Neftochimic und Zala Mladost, wobei die letztere eine multifunktionale Halle ist. 2009 wurde eine neue Mehrzweckhalle mit einer Größe von 2.585 m² im Stadtteil Meden Rudnik eröffnet und nach dem ersten bulgarischen Olympia-Goldmedaillisten Nikola Stantschew benannt. Im 2010 wurde die Sportstätte Isgrew im gleichnamigen Viertel eingeweiht. Im Januar 2011 gab die Stadtverwaltung bekannt einer weiten Sporthalle zu bauen. Diese soll im Areal des ehemaligen Heeresstützpunktes der 1. Schwarzmeer Brigade errichtet werden und Veranstaltungen von europäischer und internationaler Bedeutung anlocken. Sie soll eine Kapazität ca. 7000 Sitzplätze haben und den Namen Arena Burgas tragen. Im Dezember des gleichen Jahres wurde die Sportstätte Slawejkow im gleichnamigen Viertel eingeweiht. In ihr befindet sich die größte künstliche Kletterwand Bulgariens.
Des Weiteren gibt es die großen Fußballstadien Lasur und Tschernomorez, eine Radrennbahn und eine Kartbahn.

#### Ballsport

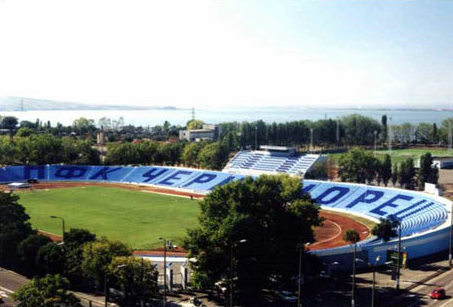
Das Tschernomorez-Stadion

Die Fußballbegeisterung ist in der Stadt wie im ganzen Land groß. Zu den erfolgreichsten Fußballvereinen zählen der FC Neftochimic und der FC Tschernomorez Burgas. Der FC Tschernomorez spielt in der B Grupa, in seinem gleichnamigen Stadion. Der FC Neftochimic, der Vizemeister von 1997 und dreifache Pokalsieger, spielt derzeit ebenfalls in der B Grupa und trägt seine Heimspiele im Lasur-Stadion aus.
Burgas ist einer der Austragungsorte der 2015 in Bulgarien stattfindende U-17-Fußball-Europameisterschaft.
Neben den beiden großen Fußballverein gibt es weitere kleinere Clubs mit Stadien in den Vierteln Kraimorie, Banewo, Dolno Eserowo und Sarafowo. Darunter sind FC Master, FC Olimpik, FC Wetren, FC Spartak und FC Sweti Nikola. Weitere ehemalige Clubs, die in der dritten bulgarischen Fußballliga spielen, sind der FC Morska Fauna, der FC Port Burgas und der PFC Kosmos.
Die Stadt war 1971 Austragungsort der Jugendeuropameisterschaften im Basketball und ein Jahr später der Basketball-Europameisterschaft der Damen neben Warna. Der BK LUKoil Neftomchimic Burgas ist eine der stärksten Mannschaften in der bulgarischen Basketballliga der Frauen und mehrfacher bulgarischer Meister und Pokalsieger.
In der bulgarischen Volleyballliga der Männer ist Burgas durch den VK Lukoil Neftochimic, bulgarischer Meister von 2007 und Pokalsieger in der Saison 2007/2008 vertreten.

#### Wassersport

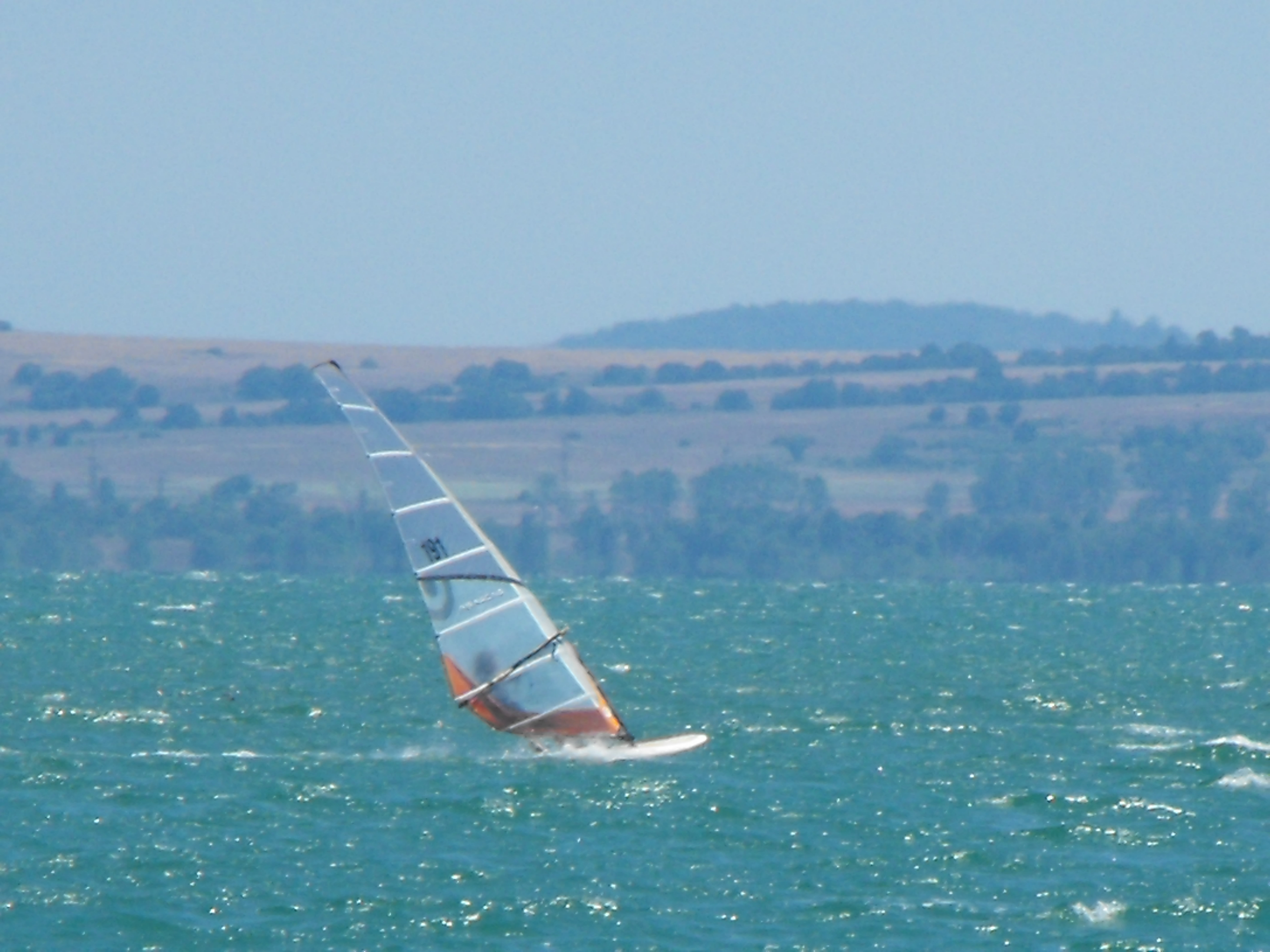
Windsurfing in der Bucht von Burgas

Jährlich findet Anfang Mai in der Bucht von Burgas eine internationale Regatta statt, die vom Yacht Club Port Bourgas veranstaltet wird. Am 30. Juli 2011 wurde nach 15 Jahren Unterbrechung der internationale Schwimmmarathon Burgas durchgeführt.
Von 10. bis 19. September 2011 fanden vor Burgas Wettkämpfe der internationalen RS:X-Windsurfregatten statt, die Teil der Europameisterschaft in der olympischen Klasse waren und der Qualifikation für die Weltmeisterschaft dienten. Im Nordabschnitt des Stadtstrandes von Burgas befindet sich der Windsurfklub Windsurf Burgas.
In Burgas fand 1924 zum ersten Mal in Bulgarien ein Ruderwettbewerb statt. Zehn Jahre später durften bei dem Wettbewerb in Burgas auch Frauen erstmals teilnehmen. Heute sind zwei der wenigen Rudermannschaften in Bulgarien, der RC Lukoil Burgas und der Ruder Club Tschernomorez Burgas in Burgas beheimatet. Die Sportler vom RC Tschernomorez absolvieren ihre Trainingseinheiten meistens in den Gewässern des Burgassees.
In Burgas gibt es zwei Wasserballmannschaften, den WBK Tschernomorez und den WBK Neptun.

#### Radsport

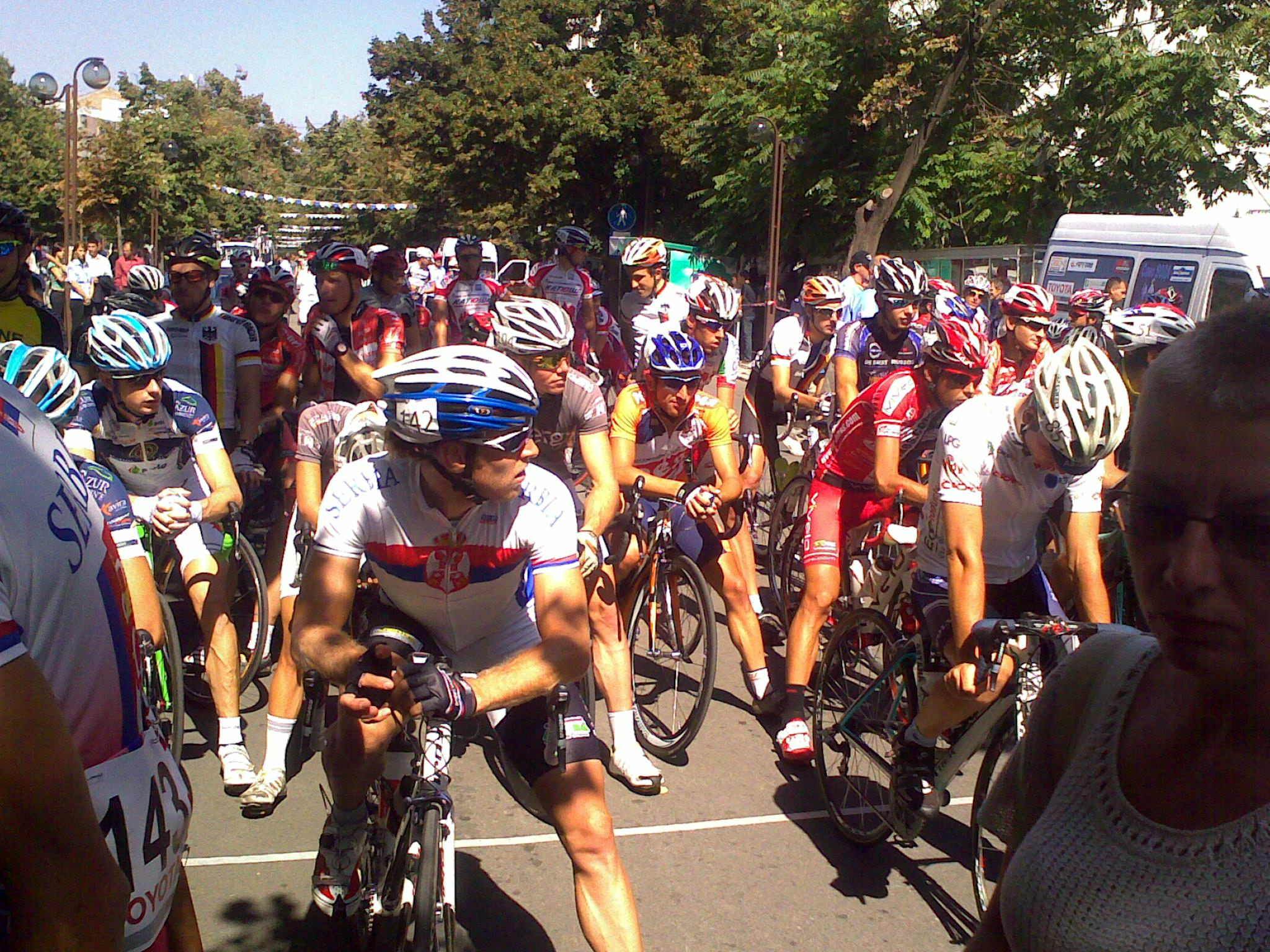
Die Bulgarien-Rundfahrt in Burgas (2010)

Der Radclub Burgas, gegründet im Jahre 1905, ist nicht nur der stärkste in Bulgarien, sondern auch einer der besten in ganz Südosteuropa. Dabei kann er internationale Erfolge nicht nur auf der Rennbahn, sondern auch auf der Straße vorweisen. Der Radclub ist der Organisator des internationalen Radrennens Grand Prix Bourgas. Burgas ist dazu regelmäßiger Etappenziel der Bulgarien-Rundfahrt.
Im Park Ezero befindet sich eine Dirt-Jump-Anlage mit drei unterschiedlichen Schwierigkeitsebenen.

#### Weitere Sportarten
Burgas bietet als eine der wenigen Städte Bulgariens eine hervorragende Thermik für Gleitschirmfliegen. Einer der Startmöglichkeiten befindet sich im Meeresgarten, direkt über dem zentralen Bereich des Stadtstrandes. Eine weitere am Fuße des Berges Warli Brjag in der Gegend Schiloto im Bezirk Meden Rudnik. Der Start erfolgt dort auf 209 m über dem Meeresspiegel.
In der Stadt befinden sich auch zwei Moto-Cross-Anlagen, eine im Stadtviertel Meden Rudnik, wo jährlich Teile der bulgarischen Moto-Cross-Meisterschaft ausgetragen werden und die zweite in der Gegend Poroi unweit des Viertels Sarafowo.
Alljährlich wird in der Sporthalle Mladost der internationale Tanzwettbewerb Burgas Cup, als WDSF-Turnier ausgetragen.

## Sehenswürdigkeiten und bemerkenswerte Bauwerke

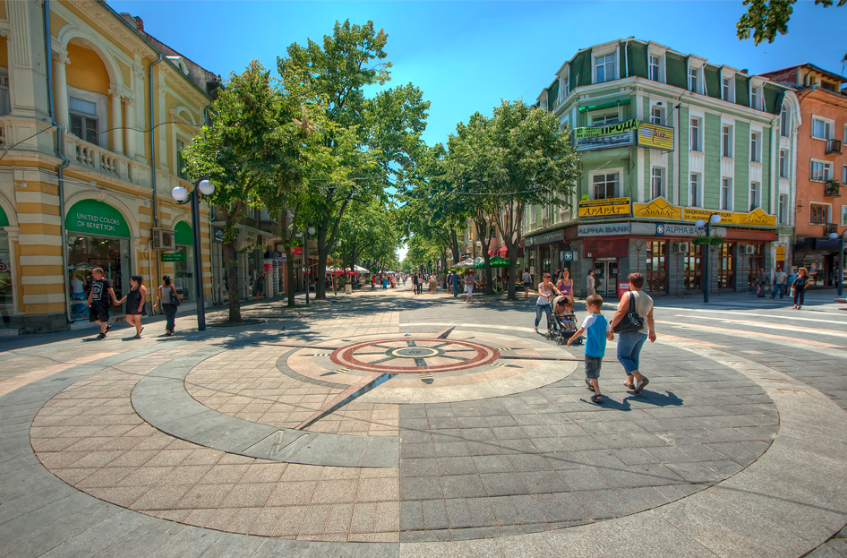
Die Fußgängerzone in der Alexandrowska mit dem Fundamentalpunkt

Seit dem Ende des 19. Jahrhunderts spiegelt sich die dynamische wirtschaftliche und kulturelle Entwicklung der Hafenstadt auch in ihre Architektur wider. Obwohl heute architektonisch die schnell errichteten Flüchtlingsunterkünfte und die Architektur der sozialistischen Jahre die Stadtviertel und ehemaligen Gemeindedörfern prägen, wurden in Burgas 264 Gebäude aus unterschiedlichen bulgarischen und europäischen Stilrichtungen zu Kulturdenkmälern ernannt.
Die Hauptstraßen Alexandrowska und Aleko Bogoridi kreuzen sich beim Rathaus und prägen das Zentrum von Burgas und bilden die längste Fußgängerzone Bulgariens. Der südliche Verlauf der Aleko Bogoridi-Straße vom Rathaus aus trägt den Namen Ferdinandova zum Andenken an Zar Ferdinand I. Rechts und links und in unmittelbarer Nähe der Fußgängerzone sind neben zahlreichen Geschäften, Cafés, Restaurants und Bars auch der Großteil der Sehenswürdigkeiten der Stadt konzentriert. So beginnt die ul. Alexandrowska am Bahnhofsvorplatz (Zariza-Joana-Platz), führt am Rathaus mit der Stadtuhr, am Besistan, dem Denkmal der russischen Soldaten, am Amtsgericht und an der Kirche Iwan Rilski vorbei und endet bei der Freien Universität von Burgas. In der Straße, die den Namen von Alexander von Bulgarien trägt, befinden sich auch die ehemaligen Gebäude der Agrarbank (heute Bulbank) und der bulgarischen Nationalbank (heute Nationales Institut für Soziale Sicherheit) sowie das 71 Meter hohe Hotel Bulgaria. In den letzten Jahren wurden viele der Sehenswürdigkeiten restauriert. Über die Aleko-Bogoridi-Straße gelangt man zum Archäologischen Museum, zum Meeresgarten und zur Strandpromenade.

### Festungen und Grenzwall
Die Reste der antiken Stadt Develtum befinden sich westlich von Burgas in der Nähe des Dorfes Debelt. Die während der Regierungszeit des römischen Kaisers Vespasian gegründete Kolonie für Veteranen der Legio VIII Augusta ist die einzige Kolonie von freien römischen Bürgern auf dem heutigen bulgarischen Territorium. In den folgenden Jahrhunderten wuchs die Kolonie zu einer der reichsten Städte in der Provinz Haemimontus. Archäologisch wird das Gebiet seit 1925 untersucht. Dabei wurden die Nekropolis, die städtischen Thermen, die Teile der antiken und mittelalterlichen Festung, das mittelalterliche Zollamt sowie umfangreiche Münzschätze, Statuen, Inschriften und Keramiken freigelegt. Die Fundstücke sind im Archäologischen Museum in Burgas zu besichtigen. 1965 wurde Develtum zum Architektur- und Baudenkmal und 1980 das Areal zum archäologischen Reservat erklärt. Seit den 1980er Jahren betreibt das Archäologische Museum in Burgas neben der Hauptgrabungsstätte eine Außenstelle, in der auch ein kleines Museum eingerichtet ist. Das archäologische Reservat Develtum wurde 2010 vom bulgarischen Staat mit dem Europäischen Kulturerbe-Siegel ausgezeichnet.
Zur Sicherung des Hafens von Develtum wurde in der Antike die Doppelfestung Poros errichtet. Die Überreste dieser Festung befinden sich auf der gleichnamigen Halbinsel im Stadtviertel Kraimorie. Bis in die 1990er Jahre wurde die Halbinsel von der bulgarischen Marine genutzt. Aus diesem Grund konnte sie noch nicht umfangreich erforscht werden. Teile der südwestlichen und nordwestlichen Mauer aus dem vierten Jahrhundert wurden 2008 in der Gegend Poda bei Ausgrabungen freigelegt. Das Mauerwerk hat eine Dicke von 2,10 bis 4,20 Meter. Am höchsten Punkt des Festungsareals wurden die Überreste einer Klosteranlage aus dem 13. Jahrhundert gefunden. Unter den Artefakten, die im Archäologischen Museum von Burgas ausgestellt sind, befindet sich eine Inschrift des römischen Kaisers Gordian III. in Altgriechisch.
Die Reste der antiken und mittelalterlichen Festung Aquae Calidae beziehungsweise Thermopolis befinden sich im Areal der heutigen Mineralbäder von Burgas im Stadtteil Banewo am Fuße des Balkangebirges. 1206 plünderten die Kreuzritter des Vierten Kreuzzugs unter Heinrich VI. die Stadt und zerstörten sie. Der kaiserliche Schreiber hielt fest: „das war eine sehr schöne Stadt, in guter Lage, mit vielen warmen Quellen - die besten der Welt. Aus ihr haben wir gute Beute mitgenommen“. In den nächsten Jahren wurden die Quellen wieder ausgebaut, jedoch im 13. Jahrhundert von der Katalanischen Kompanie verwüstet. Die ersten Ausgrabungen führte 1910 Bogdan Filow durch. Seit 2008 finden großangelegte Ausgrabungen statt, die bis 2010 ein Areal von über 3.800 m² freigelegt haben, darunter die antiken Thermen, das Nordtor und Teile der Festungsmauern mit einer Dicke von 5 Metern, die besichtigt werden können. Im Juli 2011 wurde ein Areal von 36.000 m² zum archäologischen Reservat Thermopolis erklärt.
Die Erkesija war ein mittelalterlicher Grenzwall an der bulgarisch-byzantinischen Grenze. Er wurde im Auftrag des bulgarischen Herrscher Krum im 9. Jahrhundert errichtet und reichte vom heutigen Burgas bis Simeonowgrad am Fluss Mariza in der Thrakien-Ebene. Seine Länge betrug 140 Kilometer. Der Grenzwall teilte sich kurz vor Pirgos und seine Teilstücke erreichten das Ufer der heutigen Burgas- und Mandraseen. Ein gut erhaltenes Stück befindet sich zwischen dem archäologischen Reservat Develtum und dem Stadtviertel Gorno Esserowo.
Im Umkreis von 40 km befinden sich über 150 antike und mittelalterliche befestigte Siedlungen, darunter Apollonia, Anchialos, Mesembria, Aetos und Rusokastron.

### Sakrale Bauten

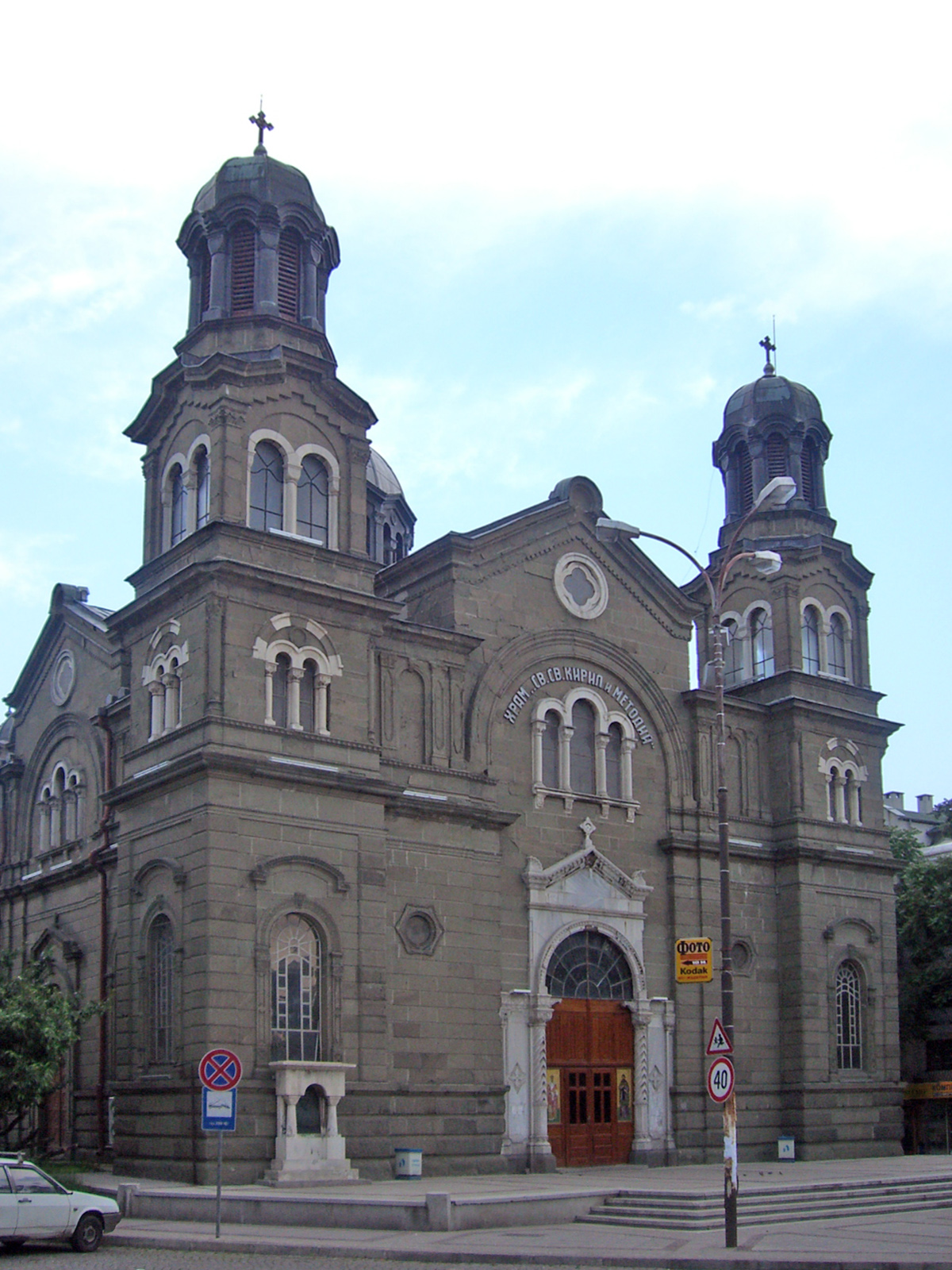
Westseite der „Hl. Brüder Kiril und Methodius“-Kathedrale

Die Kathedrale Heilige Brüder Kiril und Methodius ist den Slawenaposteln Kiril und Methodius gewidmet und befindet sich im Stadtzentrum gegenüber der gleichnamigen Schule. Sie wurde zwischen 1897 und 1907 vom italienischen Architekten Ricardo Toscani erbaut. Sie unterscheidet sich von allen während der Bulgarischen Wiedergeburt erbauten Kirchen. Die Kirche ist eine dreischiffige Kreuzkuppelkirche in Ost-West-Ausrichtung. Die zentrale Apsis mit dem Altar und die reichlich geschmückte Altarwand befinden sich im östlichen Teil der Kirche. Der Naos teilt die Kirche in drei Schiffe, die jeweils von zwei Reihen von fünf Marmorsäulen getragen werden. Über dem Hauptschiff befindet sich die zentrale und größte Kuppel; über den beiden Seitenschiffen befinden sich weitere vier kleine Kuppeln. Der Narthex an der Westseite ist breiter und höher als der Zentralbau. Der Haupteingang befindet sich im Westen; weitere kleinere Eingänge an der Nord- und Südseite werden nur bei besonderen Zeremonien geöffnet. An dem Bau waren auch die Meister Mitjo Tzanew aus Drjanowo und Kuzman Dimitrow aus Makedonien beteiligt. Die Wandmalereien stammen von den Malern Gjudschenow und Koschuharow, die auch beim Ausmalen der Alexander-Newski-Kathedrale in Sofia beteiligt waren, vollbracht. Seit 2009 wird ein Teil des Kreuzes Christi in der Kathedrale aufbewahrt.
Die Kirche Heilige Mariä Himmelfahrt, auch als Muttergotteskirche oder griechische Kirche bekannt, ist die älteste orthodoxe Kirche in der Stadt. Ihr Vorgängerbau wurde während des russisch-osmanischen Kriegs von 1828 bis 1829 zerstört und wird auf Anfang des 17. Jahrhunderts datiert. Mit der Rückkehr der christlichen Bevölkerung wurde der Hauptbau 1840 der heutigen Kirche im griechischen Viertel errichtet. Bis zur Errichtung der Kirche der Heiligen Brüder Kiril und Methodius 1869 wurde sie ebenfalls für Gottesdienste der bulgarischen Orthodoxie genutzt. 1906 wurde die bis dahin griechische Kirche von der bulgarischen Bevölkerung eingenommen als Antwort auf ähnliche Vorgänge in Griechenland. Die Kirche wurde enteignet, der Bulgarisch-Orthodoxen Kirche unterstellt und in Christi Himmelfahrt umbenannt. 1952 wurde die Kirche restauriert und sie bekam ihren früheren Namen zurück.
1673 errichtete die armenische Gemeinde mit bulgarischer Unterstützung die Kirche Surp Haç (Kirche des Heiligen Kreuzes). Sie wurde mehrmals umgebaut, zuletzt 1855, als der Glockenturm errichtet wurde. Die für die armenische Architektur typische einschiffige Saalkirche ist heute Gotteshaus und Kulturdenkmal. An der Westseite der Kirche befindet sich das 1990 errichtete Mahnmal für die im Völkermord an den Armeniern im Osmanischen Reich getöteten Armenier.
Der Bau der Kirche des Heiligen Iwan Rilskis ist eng mit der Erweiterung der Stadt nach der Befreiung von der osmanischen Herrschaft und dem Flüchtlingsstrom nach den Balkankriegen (1912–13) verbunden. 1913 überließ Alexandar Goergiew-Kodschafalijata Ländereien für bedürftige Flüchtlinge und Arme der Stadt sowie für den Bau eines Gotteshauses im heutigen Viertel Bratja Miladinowi. Ein Jahr später wurden die Bauarbeiten aufgenommen. Weitere Spenden kamen vom Verband der Reserveoffiziere und von der Bevölkerung der Stadt. 1934 wurde der Bau fertiggestellt und eingeweiht. Die Ikonostase ist 3 Meter hoch und 11,5 Meter breit. Die Wandmalereien fertigte Meister Nikolaj Koschucharow. 1951 wurde der ehemalige Holzglockenturm durch einen neuen ersetzt, der sich links vom Eingang der Kirche befindet. Dort hängen vier Glocken, die größte wiegt ca. 100 kg. Am 1. November 1971 wurden Reliquien des Heiligen Märtyrer Vakch in der Kirche feierlich beigesetzt.
Weitere Kirchengebäude sind die bulgarisch-orthodoxen Kirchen Heilige Dreifaltigkeit, Heilige Mariä Geburt und Heiliger Pimen Sografski sowie die römisch-katholischen Kirchen Heilige Mariä Himmelfahrt und Heilige Mutter Gottes. Das Kloster Heilige Mutter Jesu befindet sich zwischen den Vierteln Meden Rudnik und Gorno Eserowo.

### Die Mineralbäder von Burgas
Rund zehn Kilometer vom Stadtkern im Stadtviertel Banewo befinden sich die Mineralbäder von Burgas (bulgarisch Бургаски Минерални Бани/Burgaski Mineralni Bani). Die warmen Heilbäder waren schon in der Antike unter den Namen Aquae Calidae und später unter Thermopolis (von griechisch θερμός/thermos = warm und πόλις/polis = Stadt) bei den Thrakern, Griechen und Römern bekannt. Im 16. Jahrhundert ließ der osmanische Sultan Süleyman I. der Prächtige auf den römischen Grundmauern Bäder (Hammām) errichten, die noch funktionieren. 2012 sollen die osmanischen Bäder aufwendig restauriert werden.
Die heutigen Bäder liegen inmitten eines großräumigen Landschaftsparks am Südhang des Balkangebirges und sind ein balneologischer Kurort von nationaler Bedeutung. Das Mineralwasser hat eine Temperatur von 41 °C. Es fließt mit einer Ergiebigkeit von 36 Litern pro Sekunde und hat ausgezeichnete Trink- und Geschmacksqualitäten. Das Wasser eignet sich zur Behandlung des Stütz-Bewegungs-Apparates und des Nervensystems, gynäkologischer Erkrankungen, und für Therapien nach Knochenbrüchen und Traumata. Es gibt die Klinik für Physiotherapie, die Kurortklinik, Trinkwasserquellen, ein Freibad mit hydrothermalem Bassin, Sanatorien und Erholungsheime.

### Der Meeresgarten und andere Grünanlagen

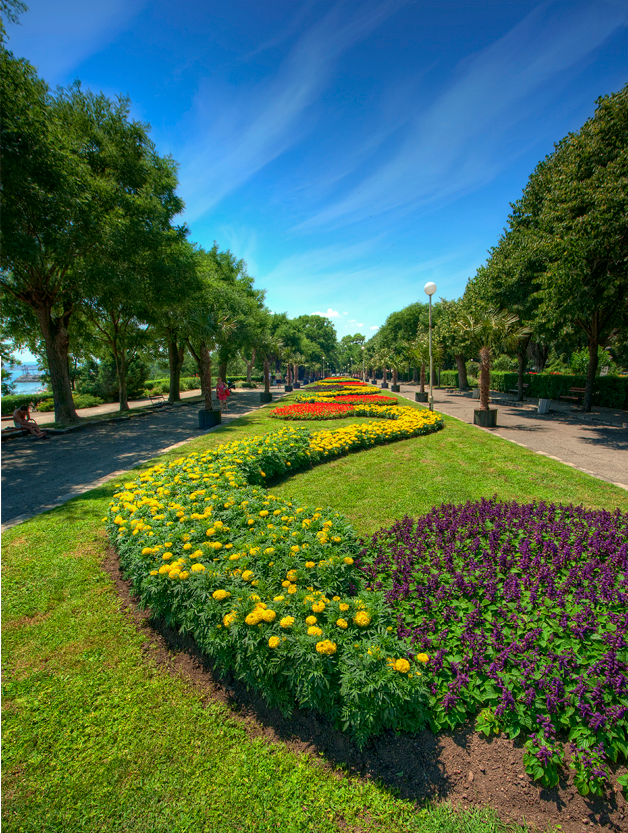
Allee im Burgas Meeresgarten

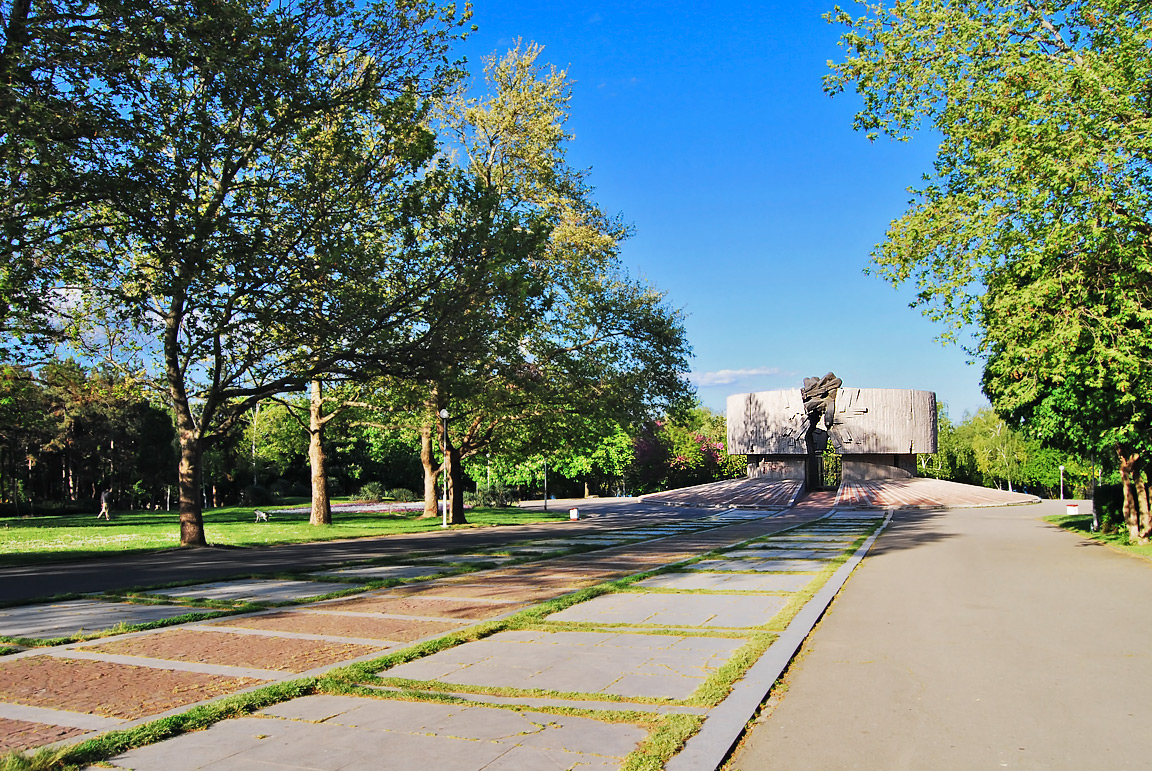
Das Pantheon von Burgas im Meeresgarten

Die Stadt verfügt über viele Parkanlagen und Grünflächen, der Meeresgarten ist ein Denkmal von nationaler Bedeutung. Der größte Park der Stadt wurde im ersten Bebauungsplan von 1891 festgelegt und erstreckt sich ca. fünf Kilometer am Stadtstrand entlang. Das steile Ufer, auf dem sich der Meeresgarten entlang windet, eröffnet einen weiten Blick auf die gesamte Küste und die Bucht von Burgas. Ein wesentlicher Beitrag zur Entwicklung der Parkanlage im Zentrum von Burgas war 1910 die Übernahme der Parkleitung durch Georgi Duchtew, der danach die Königlichen Gärten in Sofia gestaltete. Von der Terrasse kann man die ganze Bucht überblicken: im Norden bis zum Städtchen Pomorie, im Süden bis zur Stadt der Künstler Sosopol und zu den östlichen Ausläufern des Strandscha-Gebirges.
Im Park befinden sich das ehemalige Kasino und die im Volksmund Sommertheater genannte Freilichtbühne mit 2000 Plätzen und einem beweglichen Dach. Dort finden im Sommer viele Veranstaltungen statt, zum Beispiel das internationale Folklorefestival und das Burgas Summer Jazz Festival, daneben auch Opern- und Theatervorstellungen, Schlagerabende und Rockkonzerte.
Der Park beherbergt viele Werke von bulgarischen und internationalen Künstlern. Dort findet jährlich im Frühling und im Herbst die internationale Blumenausstellung Flora statt. In der Nähe des Ausstellungsgeländes steht das Pantheon von Burgas, eine Gedenkstätte für die in den Kriegen gefallenen bulgarischen Soldaten und Freiwilligen. Das Festival der Sandskulpturen findet seit 2008 jährlich in den Monaten Juni bis Oktober im nördlichen Meerespark in der Nähe des Stadtstrandes mit Sandskulpturen bekannter internationaler Künstler statt.
Der südliche Teil des Meeresgartens ist Veranstaltungsort für das MTV-Musikfestival Spirit of Burgas, das jährlich in der zweiten Augustwoche stattfindet.
Im Stadtzentrum befindet sich der Park Borissowa gradina (etwa Borisgarten), auch Knjas-Borissowa gradina genannt. Er ist nach dem bulgarischen Zaren Boris I. benannt. Der Park ist im Karree von den Straßen William Gladstone, Aleksandar Stambolijski, Knjaz Boris I. und Zar Kalojan eingeschlossen; seine Parkalleen wurden in Form eines Schiffsankers angelegt. Am nördlichen Teil des Parks befindet sich das städtische Jugendzentrum, im Südteil ein Tennis- und ein Fußballspielplatz.
Außer dem Meeresgarten und dem Borisgarten gibt es fünf weitere große Parks im Stadtgebiet: den Park Kaptscheto (87 ha) am Osthang des Gipfels Warli Brjag, den Park Kraimorie (412,6 ha) entlang der Schwarzmeerküste, den Brjastowez-Draganowo-Izworischte-Park (818,3 ha) am Südhang des Balkangebirges und den Park Ezeroto zwischen dem Atanassow-See und den Stadtteilen Isgrew und Sorniza. Im Park Rossenez, der südlich der Stadt Richtung Sosopol in den Ausläufern des Strandscha-Gebirges und entlang der Schwarzmeerküste liegt, befinden sich die Fischersiedlung und die Villensiedlung Alatepe.

### Strandcasino und Seebrücke

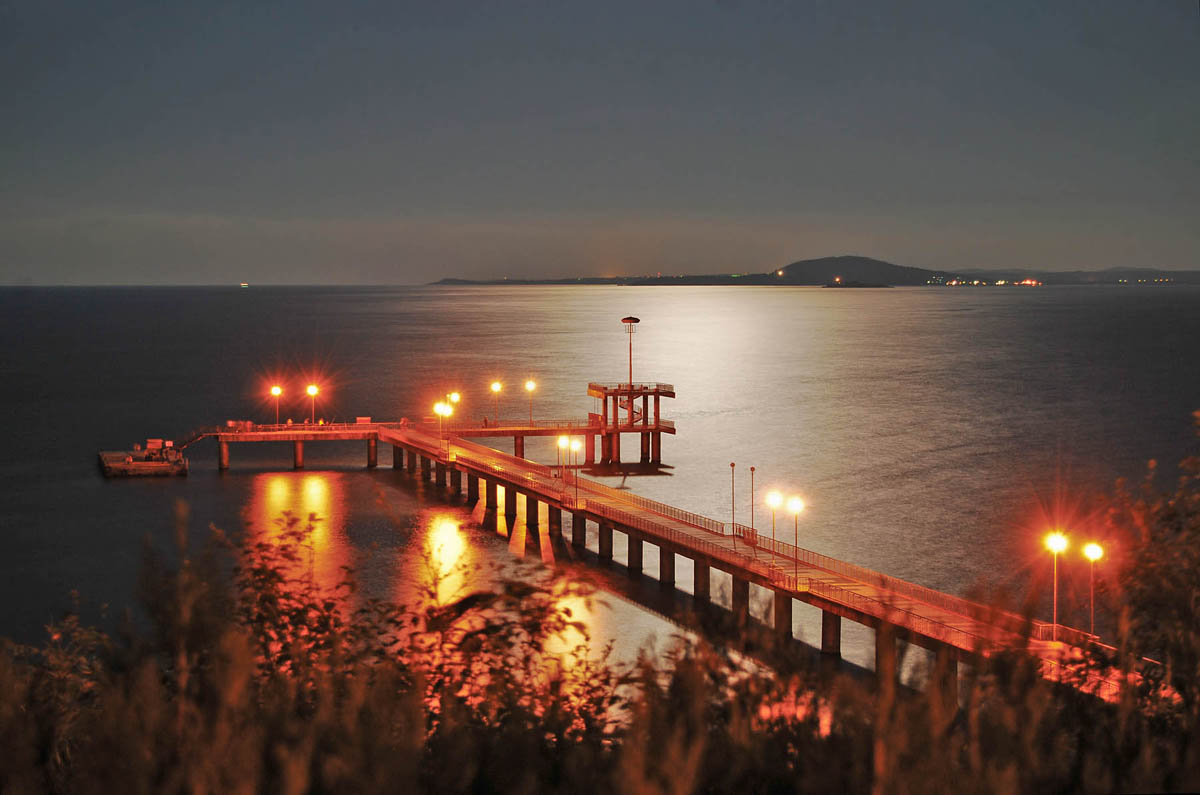
Die Meeresbrücke und die Bucht von Burgas

Strandcasino und Seebrücke sind Teil des Meeresgartens. Die erste Brücke wurde 1936 neben den neuerbauten öffentlichen Strandbädern errichtet. Es handelte sich um eine Stahl-Fachwerkkonstruktion. Die Brücke war durch eine Steintreppe mit der Strandpromenade und mit dem Casino verbunden. Für das Strandcasino wurde in den 1930er Jahren ein Architekturwettbewerb ausgeschrieben. Der deutsch-bulgarischen Architekten Dimitar Fingow erhielt den 3. Preis im Wettbewerb. Gebaut wurde nach den Plänen der bulgarischen Architektin Wiktorija Angelowa-Winarowa, die den 2. Preis errang. Die feierliche Einweihung erfolgte 1938. Die Eröffnung war eines der wichtigsten Ereignisse im damaligen Königreich Bulgarien. In den 1980er Jahren wurde die alte Brücke abgerissen und die bisherige Stahl-Holz-Konstruktion durch eine Stahlbetonkonstruktion ersetzt. Am Ende der Brücke wurde ein Kai für kleinere touristische Boote und Fischkutter gebaut.
Im Winter 2010/11 wurde das Casino grundsaniert und in ein dreistöckiges Kultur- und Veranstaltungszentrum umgewandelt. Eine Ebene wird als Ausstellungsfläche der Museen von Burgas genutzt in einem weiteren Teil ist ein Saal des Standesamtes für Zeremonien untergebracht. Am alten Casino endet eine der Hauptfußgängerstraßen in Burgas, die Aleko-Bogoridi-Straße. Die Meeresbrücke ist eines der Wahrzeichen der Stadt.

### Weitere Sehenswürdigkeiten
Das regionale Zollamtsgebäude wurde 1911 als letztes administratives Gebäude am Bahnhofsvorplatz erbaut. Das Projekt stammt von dem österreichischen Architekten Weinstein; den Bau leitete der bulgarisch-österreichische Architekt Georgi Fingow. Stilistisch stellt das Gebäude eine Mischung aus dem späteren Neoklassizismus und dem Eklektizismus dar. Das Zollamtsgebäude wurde 2005 restauriert. 1927 errichtete man das Rathaus, ebenfalls im Stile des Neoklassizismus, am Ort der ersten Stadtbibliothek, die Anfang der 1900er Jahre einem Feuer zum Opfer gefallen war.
Das heutige Amtsgerichtsgebäude wurde gemeinsam mit dem Denkmal des russischen Soldaten und dem Haus des Petrochemikers in den 1950er Jahren als Parteizentrale und Zentrum der Kommunistischen Partei Bulgariens mit mehreren Sitzungssälen am zentralen Platz Trojkata im Stadtzentrum gebaut. Zuvor trug der Platz den Namen Baba Ganka, benannt nach der Kaufmannsehefrau Ganka Chadschipetrowa, die sich in den 1900er Jahren für die Flüchtlinge eingesetzt hatte. Nach der Demokratisierung Bulgariens wurde das Parteigebäude zunächst der neugegründeten Freien Universität übergeben, die 2004 in ihr neues Gebäude einzog, das im selben Jahr von der bulgarischen Architektenkammer zum Gebäude des Jahres gewählt wurde. Im Dezember 2009 fand im Amtsgericht Burgas der erste virtuelle Gerichtsprozess Bulgariens statt.
Das Denkmal des russischen Soldaten wurde zwischen 1952 und 1953 aufgestellt und ist im Volksmund als Aljoscha bekannt. Es stellt auf einem 18 Meter hohen Fundament einen sowjetischen Soldaten mit erhobener linker Hand dar. Die Bronzereliefs am Fuße beiderseits des Fundaments geben Kriegsszenen aus dem Zweiten Weltkrieg wieder.
In der Straße Dunav 1 befindet sich neben dem Technikgymnasium der 1993 erbaute 72 Meter hohe Radio- und Fernsehturm von Burgas. Der Turm lehnt sich architektonisch dem Eiffelturm in Paris an und wird auch als Eiffelturm auf Betonfüßen bezeichnet.
Der Fundamentalpunkt der Stadt Burgas ist ein Werk des Bildhauers Radostin Damaskow und gibt die exakten Koordinaten der Hafenstadt an. Auf der Kupferplatte sind ein Dreizack (Ψ) als Symbol Neptuns, drei Fische als Symbol für Jesus Christus, das Schiff der Argonauten für den Hafen und die Schifffahrt und ein Lorbeerkranz als Symbol der reichen Geschichte von Burgas abgebildet. Das Werk wurde 2011 im Rahmen der Sanierung der Innenstadt in der Kreuzung zwischen den Straßen Kiril und Methodius-Straße und Aleksandrovska in der zentralen Fußgängerzone aufgebracht.

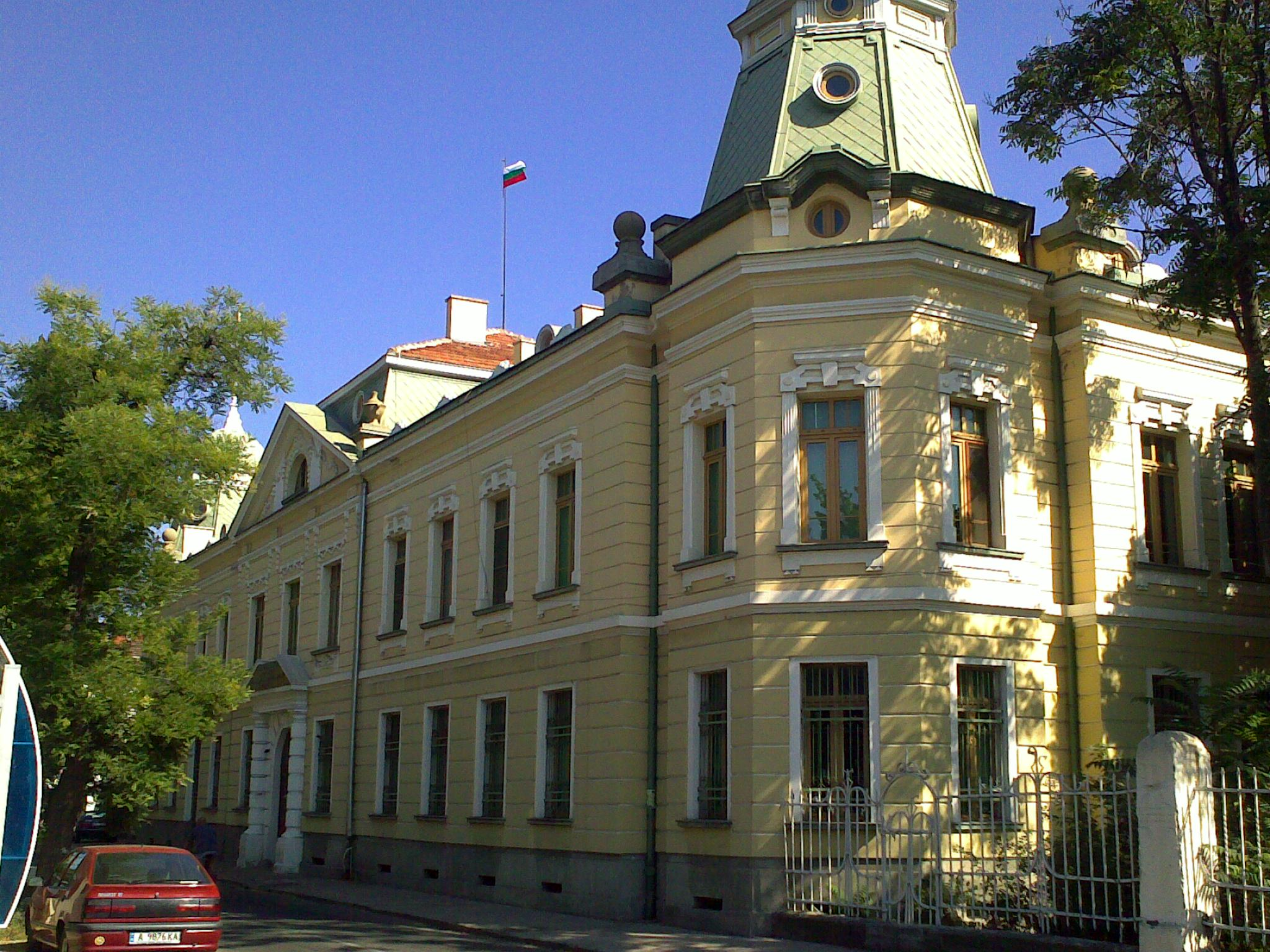
Das Zollamtsgebäude
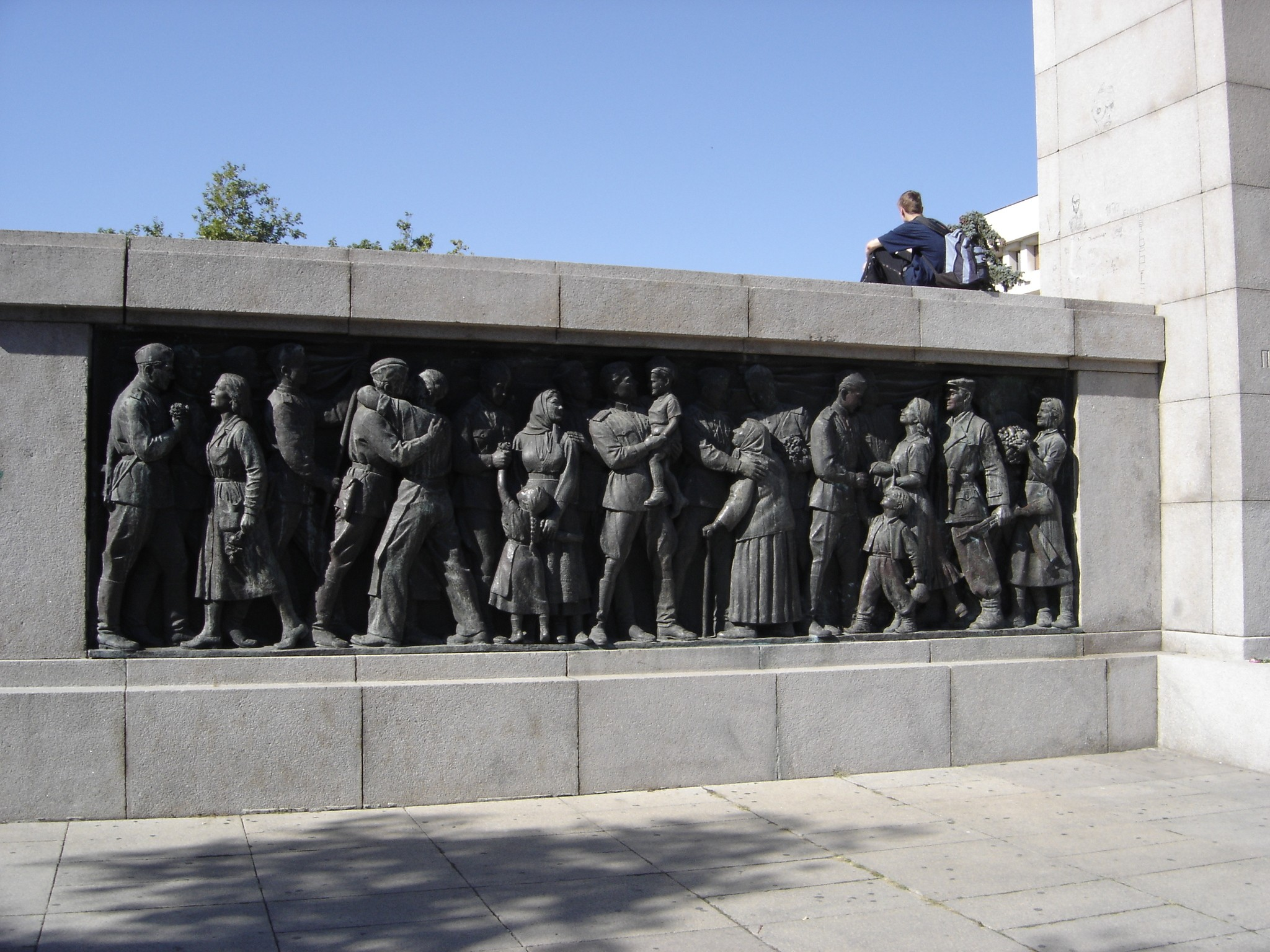
Das Denkmal des russischen Soldaten (Detail)
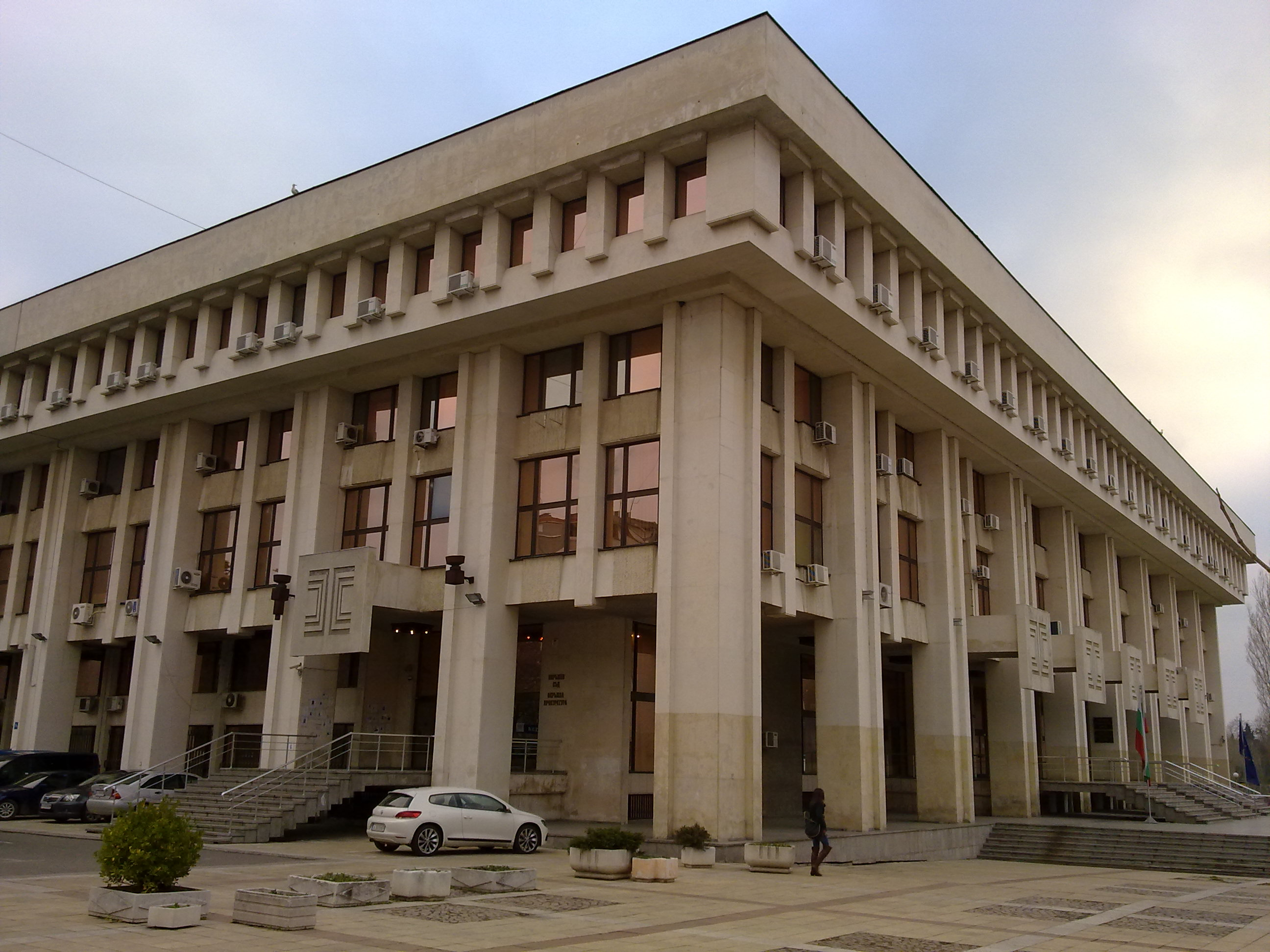
Amtsgerichtsgebäude
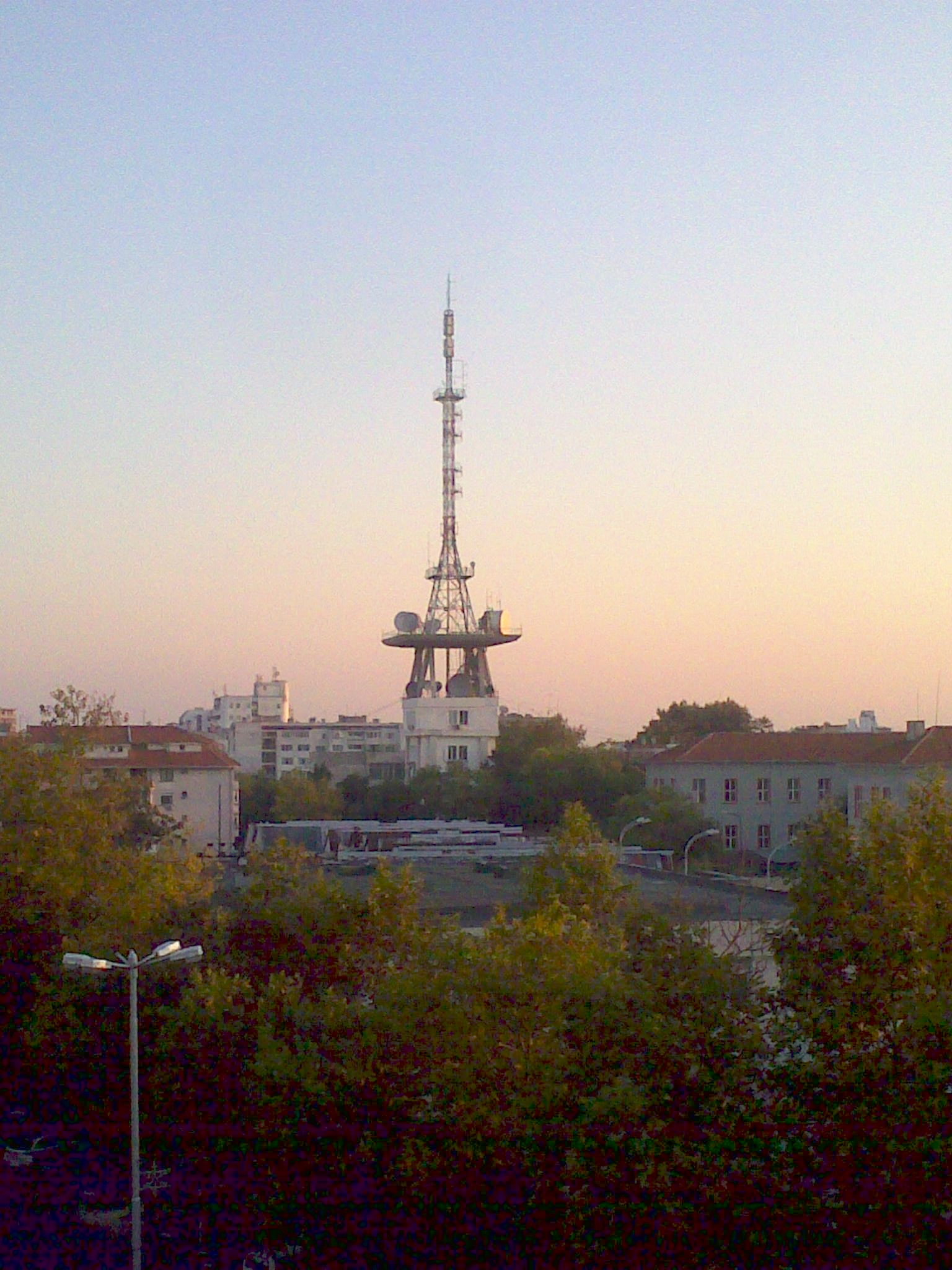
Der Radio- und Fernsehturm
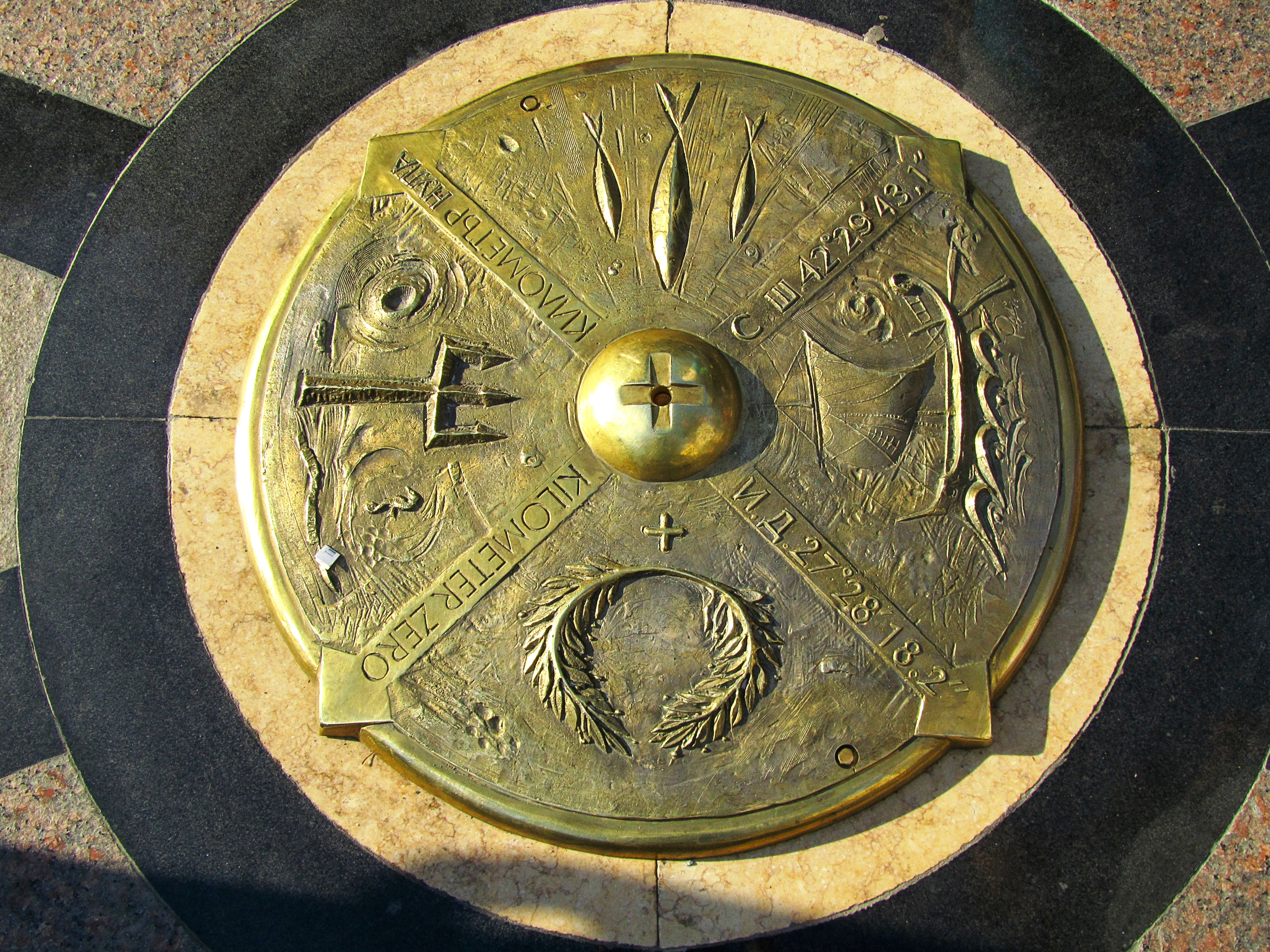
Der Fundamentalpunkt von Burgas

## Persönlichkeiten
Burgas ist der Geburts- und Wirkungsort zahlreicher prominenter Persönlichkeiten, beispielsweise der Operndiva Rajna Kabaiwanska oder der Komponisten Georgi Schagunow, Anestis Logothetis und Emil Tschakarow. Weitere Intellektuelle mit Verbindungen zu Burgas sind die Schriftsteller Djado Blago, Petko Rossen, Anton Straschimirow, Anton Dontschew und Nedjalko Jordanow; die Dichter Stefan Tinterow, Christo Fotew, Petja Dubarowa und Recep Küpçü; sowie die Maler Georgi Baew und Damjan Zaberski. Unter den bekanntesten Sportlern, die mehrmals bulgarischen und internationalen Meisterschaften gewinnen konnten, sind die Europameisterin im 100-Meter-Hürdenlauf Swetla Dimitrowa und hauptsächlich Ringer und Fußballer zu finden. Zu diesen gehören die Olympiasieger Nikola Stantschew, Prodan Gardschew und Atanas Komtschew sowie die Fußballer Slatko Jankow, Ilia Gruev, Radostin Kischischew, Dimitar Dimitrow. Ihre Kindheit verbrachten in Burgas die Schauspieler Apostol Karamitew, Georgi Kalojantschew und Tontscho Tokmaktschiew und der Dichter Kostas Varnalis.
Aufgrund der kurzen Amtszeiten hatten bis ins 20. Jahrhundert hinein nur wenige Bürgermeister einen nachhaltigen Einfluss auf die Entwicklung der Stadt. Bekannte Politiker, die in der Hafenstadt tätig waren, sind Iwan Chadschipetrow, Dimitar Stefanow und der Europaabgeordneten Stanimir Iltschew. Weitere Politiker, die aus Burgas stammen sind Rumjana Schelewa (Außenministerin Bulgariens), Rumen Owtscharow (Wirtschaftsminister Bulgariens) und Ginjo Ganew (erste Ombudsmann Bulgariens). Das Testament des Händlers und Großgrundbesitzers Alexandar Goergiew-Kodschafalijata ermöglichte die Gründung des Stadtteils Brjata Miladinowi und der Kirche des Heiligen Iwan Rilski.